# Élections à Creil
Cette page recense les résultats des élections ayant eu lieu à Creil (Oise) depuis 1988.

## Tendances électorales
| Élections                         | Blocs          | Blocs   | Blocs  | Blocs   | Blocs   | Blocs          |
| Élections                         | Extrême gauche | Gauche  | Autre  | Centre  | Droite  | Extrême droite |
| --------------------------------- | -------------- | ------- | ------ | ------- | ------- | -------------- |
| Élections                         |                |         |        |         |         |                |
| Élections législatives de 2024    | 1,74 %         | 64,70 % | 0,70 % | 11,23 % | 2,07 %  | 19,55 %        |
| Élections européennes de 2024     | 1,34 %         | 61,43 % | 4,23 % | 6,15 %  | 2,93 %  | 23,92 %        |
| Élections législatives de 2022    | 2,88 %         | 51,63 % | 1,64 % | 14,99 % | 9,66 %  | 19,21 %        |
| Élection présidentielle de 2022   | 1,45 %         | 60,69 % | —      | 16,49 % | 2,93 %  | 18,45 %        |
| Élections régionales de 2021      | 7,32 %         | 42,47 % | 0,00 % | 7,73 %  | 25,15 % | 17,32 %        |
| Élections départementales de 2021 | —              | 65,03 % | —      | —       | 18,10 % | 16,88 %        |
| Élections municipales de 2020     | 1,28 %         | 47,20 % | —      | 36,32 % | 15,20 % | —              |

## Élections municipales

### 2020
| Composition du conseil municipal de Creil.               |                          |                                                         |              |              |             |             |        |        |
| Tête de liste                                            | Tête de liste            | Liste                                                   | Premier tour | Premier tour | Second tour | Second tour | Sièges | Sièges |
| Tête de liste                                            | Tête de liste            | Liste                                                   | Voix         | %            | Voix        | %           | CM     | CC     |
|                                                          | Jean-Claude Villemain    | Divers gauche (PS - PCF - G.s - PP - ND)                | 2 171        | 37,19        | 2 997       | 51,40       | 26     | 13     |
| Ensemble allons plus loin                                |                          |                                                         | 2 171        | 37,19        | 2 997       | 51,40       | 26     | 13     |
|                                                          | Thierry Brochot          | Europe Écologie Les Verts (AEI - GE - RPS - Cap21 - JE) | 389          | 6,66         | 2 997       | 51,40       | 4      | 2      |
| L'écologie pour Creil                                    |                          |                                                         | 389          | 6,66         | 2 997       | 51,40       | 4      | 2      |
|                                                          | Hicham Boulhamane        | Divers centre (LREM)                                    | 1 763        | 30,20        | 2 038       | 34,95       | 7      | 3      |
| Génération Creil                                         |                          |                                                         | 1 763        | 30,20        | 2 038       | 34,95       | 7      | 3      |
|                                                          | Michaël Sertain          | Divers droite (LR)                                      | 887          | 15,20        | 796         | 13,65       | 2      | 1      |
| Changeons l'avenir de Creil                              |                          |                                                         | 887          | 15,20        | 796         | 13,65       | 2      | 1      |
|                                                          | Brahim Belmhand          | Divers centre (MoDem)                                   | 357          | 6,12         |             |             |        |        |
| Initiative ensemble                                      |                          |                                                         | 357          | 6,12         |             |             |        |        |
|                                                          | Mohamed Assamti          | La France insoumise                                     | 195          | 3,34         |             |             |        |        |
| Creil Insoumise                                          |                          |                                                         | 195          | 3,34         |             |             |        |        |
|                                                          | Roland Szpirko           | Extrême gauche (LO)                                     | 75           | 1,28         |             |             |        |        |
| Lutte ouvrière - Faire entendre le camp des travailleurs |                          |                                                         | 75           | 1,28         |             |             |        |        |
|                                                          |                          |                                                         |              |              |             |             |        |        |
| Votes valides                                            | Votes valides            | Votes valides                                           | 5 837        | 96,66        | 5 831       | 96,97       |        |        |
| Votes blancs                                             | Votes blancs             | Votes blancs                                            | 83           | 1,37         | 118         | 1,96        |        |        |
| Votes nuls                                               | Votes nuls               | Votes nuls                                              | 119          | 1,97         | 64          | 1,06        |        |        |
| Total                                                    | Total                    | Total                                                   | 6 039        | 100          | 6 013       | 100         | 39     | 19     |
| Abstention                                               | Abstention               | Abstention                                              | 9 960        | 62,25        | 10 044      | 62,55       |        |        |
| Inscrits / participation                                 | Inscrits / participation | Inscrits / participation                                | 15 999       | 37,75        | 16 057      | 37,45       |        |        |

### 2014
| Composition du conseil municipal de Creil.              |                          |                                                               |              |              |             |             |        |        |
| Tête de liste                                           | Tête de liste            | Liste                                                         | Premier tour | Premier tour | Second tour | Second tour | Sièges | Sièges |
| Tête de liste                                           | Tête de liste            | Liste                                                         | Voix         | %            | Voix        | %           | CM     | CC     |
|                                                         | Jean-Claude Villemain    | Parti socialiste                                              | 2 269        | 29,01        | 3 492       | 40,02       | 21     | 9      |
| Creil, une ambition partagée                            |                          |                                                               | 2 269        | 29,01        | 3 492       | 40,02       | 21     | 9      |
|                                                         | Yvette Fourrier Cesbron  | Parti communiste français (FG)                                | 442          | 5,65         | 3 492       | 40,02       | 7      | 4      |
| Creil solidaire et rebelle                              |                          |                                                               | 442          | 5,65         | 3 492       | 40,02       | 7      | 4      |
|                                                         | Hicham Boulhamane        | Divers gauche                                                 | 1 975        | 25,25        | 2 995       | 34,32       | 6      | 3      |
| Génération Creil                                        |                          |                                                               | 1 975        | 25,25        | 2 995       | 34,32       | 6      | 3      |
|                                                         | Michaël Sertain          | Union pour un mouvement populaire                             | 1 714        | 21,91        | 2 238       | 25,65       | 5      | 2      |
| Ensemble, défendons une certaine idée de Creil          |                          |                                                               | 1 714        | 21,91        | 2 238       | 25,65       | 5      | 2      |
|                                                         | Jean-Paul Legrand        | Divers                                                        | 480          | 6,13         |             |             |        |        |
| Creil-avenir                                            |                          |                                                               | 480          | 6,13         |             |             |        |        |
|                                                         | Aziz Senni               | Union des démocrates et indépendants (MoDem - UMP diss. - CP) | 361          | 4,61         |             |             |        |        |
| Creil en action "Centre-droite-patriote"                |                          |                                                               | 361          | 4,61         |             |             |        |        |
|                                                         | Reduan Sakili            | Divers                                                        | 264          | 3,37         |             |             |        |        |
| Creil au cœur                                           |                          |                                                               | 264          | 3,37         |             |             |        |        |
|                                                         | Roland Szpirko           | Extrême gauche (LO)                                           | 229          | 2,92         |             |             |        |        |
| Lutte ouvrière, faire entendre le camp des travailleurs |                          |                                                               | 229          | 2,92         |             |             |        |        |
|                                                         | Habib Abba-Sidick        | Divers gauche (CE)                                            | 87           | 1,11         |             |             |        |        |
| Colère et espoir 60                                     |                          |                                                               | 87           | 1,11         |             |             |        |        |
|                                                         |                          |                                                               |              |              |             |             |        |        |
| Votes exprimés                                          | Votes exprimés           | Votes exprimés                                                | 7 821        | 95,81        | 8 725       | 96,83       |        |        |
| Votes blancs et nuls                                    | Votes blancs et nuls     | Votes blancs et nuls                                          | 342          | 4,19         | 286         | 3,17        |        |        |
| Total                                                   | Total                    | Total                                                         | 8 163        | 100          | 9 011       | 100         | 39     | 18     |
| Abstention                                              | Abstention               | Abstention                                                    | 7 562        | 48,09        | 6 714       | 42,70       |        |        |
| Inscrits / participation                                | Inscrits / participation | Inscrits / participation                                      | 15 725       | 51,91        | 15 725      | 57,30       |        |        |

### 2008
| Composition du conseil municipal de Creil. |                          |                               |              |              |             |             |         |
| Tête de liste                              | Tête de liste            | Liste                         | Premier tour | Premier tour | Second tour | Second tour | CM      |
| Tête de liste                              | Tête de liste            | Liste                         | Voix         | %            | Voix        | %           | CM      |
|                                            | Jean-Claude Villemain    | Parti socialiste (PRG)        | 2 054        | 28,35        | 3 195       | 42,66       | 21      |
| Creil l'audacieuse                         |                          |                               | 2 054        | 28,35        | 3 195       | 42,66       | 21      |
|                                            | Jean-Paul Legrand        | Parti communiste français     | 530          | 7,32         | 3 195       | 42,66       | 4       |
| La Gauche                                  |                          |                               | 530          | 7,32         | 3 195       | 42,66       | 4       |
|                                            | Roland Szpirko           | Extrême gauche (LO)           | 394          | 5,44         | 3 195       | 42,66       | 3       |
| Lutte ouvrière                             |                          |                               | 394          | 5,44         | 3 195       | 42,66       | 3       |
|                                            | Gilles Séguin            | Divers gauche (LV)            | 1 478        | 20,40        | 2 614       | 34,90       | 6       |
| Agir et vivre ensemble à Creil             |                          |                               | 1 478        | 20,40        | 2 614       | 34,90       | 6       |
|                                            | Brahim Belmhand          | Centre - Mouvement démocrate  | 782          | 10,79        | 2 614       | 34,90       | 1       |
| Creil pour tous                            |                          |                               | 782          | 10,79        | 2 614       | 34,90       | 1       |
|                                            | Nouredine Nachite        | Majorité présidentielle (UMP) | 1 136        | 15,68        | 1 681       | 22,44       | 4       |
| Rassembler pour réussir à Creil            |                          |                               | 1 136        | 15,68        | 1 681       | 22,44       | 4       |
|                                            | Guilhem Ricalens         | Divers droite                 | 871          | 12,02        | Retrait     | Retrait     | Retrait |
| Mouvement des républicains pour Creil      |                          |                               | 871          | 12,02        | Retrait     | Retrait     | Retrait |
|                                            |                          |                               |              |              |             |             |         |
| Votes exprimés                             | Votes exprimés           | Votes exprimés                | 7 245        | 95,42        | 7 490       | 96,20       |         |
| Votes blancs et nuls                       | Votes blancs et nuls     | Votes blancs et nuls          | 348          | 4,58         | 296         | 3,80        |         |
| Total                                      | Total                    | Total                         | 7 593        | 100          | 7 786       | 100         | 39      |
| Abstention                                 | Abstention               | Abstention                    | 7 786        | 50,63        | 7 593       | 49,37       |         |
| Inscrits / participation                   | Inscrits / participation | Inscrits / participation      | 15 379       | 49,37        | 15 379      | 50,63       |         |

### 2001
| Composition du conseil municipal de Creil. |                          |                               |              |              |             |             |    |
| Tête de liste                              | Tête de liste            | Liste                         | Premier tour | Premier tour | Second tour | Second tour | CM |
| Tête de liste                              | Tête de liste            | Liste                         | Voix         | %            | Voix        | %           | CM |
|                                            | Christian Grimbert       | Gauche (PS - PCF - MDC - PRG) | 2 195        | 33,52        | 2 892       | 40,65       | 28 |
| 2001, vivre ensemble autrement notre ville |                          |                               | 2 195        | 33,52        | 2 892       | 40,65       | 28 |
|                                            | Guilhem Ricalens         | Droite (RPF - UDF - RPR - DL) | 2 138        | 32,65        | 2 831       | 39,79       | 8  |
| Union pour le renouveau de Creil           |                          |                               | 2 138        | 32,65        | 2 831       | 39,79       | 8  |
|                                            | Dominique Madelin        | Les Verts                     | 895          | 13,67        | 817         | 11,48       | 2  |
| Oxygène 2001                               |                          |                               | 895          | 13,67        | 817         | 11,48       | 2  |
|                                            | Jean-Pierre Héloir       | Divers droite                 | 709          | 10,83        | 574         | 8,07        | 1  |
| Creil en mouvements                        |                          |                               | 709          | 10,83        | 574         | 8,07        | 1  |
|                                            | Roland Szpirko           | Extrême gauche (LO)           | 611          | 9,33         |             |             |    |
| Lutte ouvrière                             |                          |                               | 611          | 9,33         |             |             |    |
|                                            |                          |                               |              |              |             |             |    |
| Suffrages exprimés                         | Suffrages exprimés       | Suffrages exprimés            | 6 548        | 94,20        | 7 114       | 96,59       |    |
| Votes blancs et nuls                       | Votes blancs et nuls     | Votes blancs et nuls          | 403          | 5,80         | 251         | 3,41        |    |
| Total                                      | Total                    | Total                         | 6 951        | 100          | 7 365       | 100         | 39 |
| Abstention                                 | Abstention               | Abstention                    | 6 088        | 46,69        | 5 676       | 43,52       |    |
| Inscrits / participation                   | Inscrits / participation | Inscrits / participation      | 13 039       | 53,31        | 13 041      | 56,48       |    |

## Élections départementales

### 2021
| Candidat                 | Parti                    | Parti                    | Nuance                   | Premier tour | Premier tour | Second tour | Second tour |
| Candidat                 | Parti                    | Parti                    | Nuance                   | Voix         | %            | Voix        | %           |
| ------------------------ | ------------------------ | ------------------------ | ------------------------ | ------------ | ------------ | ----------- | ----------- |
| Adnane Akabli            |                          | PS                       | SOC                      | 1 396        | 46,10        | 2 264       | 67,20       |
| Dominique Lavalette      |                          | PS                       | SOC                      | 1 396        | 46,10        | 2 264       | 67,20       |
| Anne-Laure Combet        |                          | DVG                      | DVG                      | 573          | 18,92        |             |             |
| Omar Yaqoob              |                          | DVG                      | DVG                      | 573          | 18,92        |             |             |
| Sylvie Duchatelle        |                          | LR                       | DVD                      | 548          | 18,10        | 1 105       | 32,80       |
| Philippe Kellner         |                          | DVD                      | DVD                      | 548          | 18,10        | 1 105       | 32,80       |
| Eric Lhote               |                          | RN                       | RN                       | 511          | 16,88        |             |             |
| Irina Samoylova          |                          | RN                       | RN                       | 511          | 16,88        |             |             |
|                          |                          |                          |                          |              |              |             |             |
| Suffrages exprimés       | Suffrages exprimés       | Suffrages exprimés       | Suffrages exprimés       | 3 028        | 96,28        | 3 369       | 94,21       |
| Votes blancs             | Votes blancs             | Votes blancs             | Votes blancs             | 81           | 2,58         | 146         | 4,08        |
| Votes nuls               | Votes nuls               | Votes nuls               | Votes nuls               | 36           | 1,14         | 61          | 1,71        |
| Total                    | Total                    | Total                    | Total                    | 3 145        | 100          | 3 576       | 100         |
| Abstention               | Abstention               | Abstention               | Abstention               | 12 495       | 79,89        | 12 064      | 77,14       |
| Inscrits / participation | Inscrits / participation | Inscrits / participation | Inscrits / participation | 15 640       | 20,11        | 15 640      | 22,86       |

### 2015
| Candidat                 | Parti                    | Parti                    | Nuance                   | Premier tour | Premier tour | Second tour | Second tour |
| Candidat                 | Parti                    | Parti                    | Nuance                   | Voix         | %            | Voix        | %           |
| ------------------------ | ------------------------ | ------------------------ | ------------------------ | ------------ | ------------ | ----------- | ----------- |
| Dominique Lavalette      |                          | PS                       | UG                       | 1 871        | 31,00        | 3 846       | 63,84       |
| Jean-Claude Villemain    |                          | PS                       | UG                       | 1 871        | 31,00        | 3 846       | 63,84       |
| Nathalie Calcagno        |                          | FN                       | FN                       | 1 483        | 24,57        | 2 178       | 36,16       |
| Guy Monnoyeur            |                          | FN                       | FN                       | 1 483        | 24,57        | 2 178       | 36,16       |
| Hicham Boulhamane        |                          | DVG                      | DVG                      | 1 462        | 24,22        |             |             |
| Isabelle Maupin          |                          | DVG                      | DVG                      | 1 462        | 24,22        |             |             |
| Sylvie Duchatelle        |                          | UMP                      | UD                       | 847          | 14,03        |             |             |
| Michaël Sertain          |                          | UMP                      | UD                       | 847          | 14,03        |             |             |
| Lidia Bongiorno          |                          | EELV                     | DVG                      | 373          | 6,18         |             |             |
| Thierry Brochot          |                          | EELV                     | DVG                      | 373          | 6,18         |             |             |
|                          |                          |                          |                          |              |              |             |             |
| Suffrages exprimés       | Suffrages exprimés       | Suffrages exprimés       | Suffrages exprimés       | 6 036        | 97,21        | 6 024       | 92,51       |
| Votes blancs             | Votes blancs             | Votes blancs             | Votes blancs             | 101          | 1,63         | 326         | 5,01        |
| Votes nuls               | Votes nuls               | Votes nuls               | Votes nuls               | 72           | 1,16         | 162         | 2,49        |
| Total                    | Total                    | Total                    | Total                    | 6 209        | 100          | 6 512       | 100         |
| Abstention               | Abstention               | Abstention               | Abstention               | 9 510        | 60,50        | 9 206       | 58,57       |
| Inscrits / participation | Inscrits / participation | Inscrits / participation | Inscrits / participation | 15 719       | 39,50        | 15 718      | 41,43       |

## Élections cantonales

### Canton de Creil-Nogent-sur-Oise

#### 2011
| Candidat                 | Candidat                 | Parti                    | Nuance                   | Premier tour | Premier tour | Second tour | Second tour |
| Candidat                 | Candidat                 | Parti                    | Nuance                   | Voix         | %            | Voix        | %           |
| ------------------------ | ------------------------ | ------------------------ | ------------------------ | ------------ | ------------ | ----------- | ----------- |
|                          | Laurent Guiniot          | FN                       | FN                       | 264          | 32,71        | 380         | 42,22       |
|                          | Gérard Weyn              | PS                       | SOC                      | 228          | 28,25        | 520         | 57,78       |
|                          | Philippe Ratinaud        | EELV                     | VEC                      | 106          | 13,14        |             |             |
|                          | Daniel Roux-Köslin       | UMP                      | UMP                      | 96           | 11,90        |             |             |
|                          | Yvette Cesbron           | PCF                      | COM                      | 52           | 6,44         |             |             |
|                          | Djamal Benkherouf        | SE                       | DVG                      | 30           | 3,72         |             |             |
|                          | Claude Robert            | SE                       | DVD                      | 17           | 2,11         |             |             |
|                          | Alain Lebreton           | POI                      | EXG                      | 14           | 1,73         |             |             |
|                          |                          |                          |                          |              |              |             |             |
| Suffrages exprimés       | Suffrages exprimés       | Suffrages exprimés       | Suffrages exprimés       | 807          | 98,66        | 900         | 94,64       |
| Votes blancs et nuls     | Votes blancs et nuls     | Votes blancs et nuls     | Votes blancs et nuls     | 11           | 1,34         | 51          | 5,36        |
| Total                    | Total                    | Total                    | Total                    | 818          | 100          | 951         | 100         |
| Abstention               | Abstention               | Abstention               | Abstention               | 1 915        | 70,07        | 1 782       | 65,20       |
| Inscrits / participation | Inscrits / participation | Inscrits / participation | Inscrits / participation | 2 733        | 29,93        | 2 733       | 34,80       |

#### 2004
| Candidat                 | Candidat                 | Parti                    | Nuance                   | Premier tour | Premier tour | Second tour | Second tour |
| Candidat                 | Candidat                 | Parti                    | Nuance                   | Voix         | %            | Voix        | %           |
| ------------------------ | ------------------------ | ------------------------ | ------------------------ | ------------ | ------------ | ----------- | ----------- |
|                          | Gerard Weyn              | PS                       | SOC                      | 462          | 34,43        | 726         | 51,16       |
|                          | Laurent Guiniot          | FN                       | FN                       | 303          | 22,58        | 301         | 21,21       |
|                          | Philippe Decourtray      | SE                       | DVD                      | 275          | 20,49        | 392         | 27,63       |
|                          | Roland Szpirko           | LO                       | EXG                      | 78           | 5,81         |             |             |
|                          | Christine Carlin         | PCF                      | COM                      | 67           | 4,99         |             |             |
|                          | Djamal Benkherouf        | SE                       | DVG                      | 65           | 4,84         |             |             |
|                          | Fabrice Ribere           | SE                       | DVD                      | 65           | 4,84         |             |             |
|                          | Jean-Francis Bocquillet  | MNR                      | EXD                      | 15           | 1,12         |             |             |
|                          | Richard Brice            | PT                       | EXG                      | 12           | 0,89         |             |             |
|                          |                          |                          |                          |              |              |             |             |
| Suffrages exprimés       | Suffrages exprimés       | Suffrages exprimés       | Suffrages exprimés       | 1 342        | 97,25        | 1 419       | 96,93       |
| Votes blancs ou nuls     | Votes blancs ou nuls     | Votes blancs ou nuls     | Votes blancs ou nuls     | 38           | 2,75         | 45          | 3,07        |
| Total                    | Total                    | Total                    | Total                    | 1 380        | 100          | 1 464       | 100         |
| Abstention               | Abstention               | Abstention               | Abstention               | 1 131        | 45,04        | 1 047       | 41,70       |
| Inscrits / participation | Inscrits / participation | Inscrits / participation | Inscrits / participation | 2 511        | 54,96        | 2 511       | 58,30       |

#### 1998
| Candidat                 | Candidat                 | Parti                    | Nuance                   | Premier tour | Premier tour | Second tour | Second tour |
| Candidat                 | Candidat                 | Parti                    | Nuance                   | Voix         | %            | Voix        | %           |
| ------------------------ | ------------------------ | ------------------------ | ------------------------ | ------------ | ------------ | ----------- | ----------- |
|                          | Michel Guiniot           | FN                       | FRN                      | 404          | 30,08        | 383         | 29,69       |
|                          | Gerard Weyn              | PS                       | SOC                      | 401          | 29,86        | 611         | 47,36       |
|                          | Claude Brunet            | SE                       | DVD                      | 314          | 23,38        | 296         | 22,95       |
|                          | Marc Carrignon           | LV                       | VEC                      | 116          | 8,64         |             |             |
|                          | Dominique Bordereaux     | PCF                      | COM                      | 64           | 4,77         |             |             |
|                          | Richard Brice            | PT                       | EXG                      | 44           | 3,28         |             |             |
|                          |                          |                          |                          |              |              |             |             |
| Suffrages exprimés       | Suffrages exprimés       | Suffrages exprimés       | Suffrages exprimés       | 1 343        | 96,97        | 1 290       | 96,99       |
| Votes blancs ou nuls     | Votes blancs ou nuls     | Votes blancs ou nuls     | Votes blancs ou nuls     | 42           | 3,03         | 40          | 3,01        |
| Total                    | Total                    | Total                    | Total                    | 1 385        | 100          | 1 330       | 100         |
| Abstention               | Abstention               | Abstention               | Abstention               | 1 363        | 49,60        | 1 418       | 51,60       |
| Inscrits / participation | Inscrits / participation | Inscrits / participation | Inscrits / participation | 2 748        | 50,40        | 2 748       | 48,40       |

#### 1992
| Candidat                 | Candidat                 | Parti                    | Nuance                   | Premier tour | Premier tour | Second tour | Second tour |
| Candidat                 | Candidat                 | Parti                    | Nuance                   | Voix         | %            | Voix        | %           |
| ------------------------ | ------------------------ | ------------------------ | ------------------------ | ------------ | ------------ | ----------- | ----------- |
|                          | Claude Brunet            | SE                       | DVD                      | 571          | 34,88        | 641         | 44,33       |
|                          | Gérard Weyn              | PS                       | SOC                      | 382          | 23,34        | 488         | 33,75       |
|                          | Claude Faivret           | FN                       | FRN                      | 333          | 20,34        | 317         | 21,92       |
|                          | René Siegfried           | LV                       | VEC                      | 237          | 14,48        |             |             |
|                          | Claude Lecerf            | PCF                      | COM                      | 114          | 6,96         |             |             |
|                          |                          |                          |                          |              |              |             |             |
| Suffrages exprimés       | Suffrages exprimés       | Suffrages exprimés       | Suffrages exprimés       | 1 637        | 95,01        | 1 446       | 95,45       |
| Votes blancs ou nuls     | Votes blancs ou nuls     | Votes blancs ou nuls     | Votes blancs ou nuls     | 86           | 4,99         | 69          | 4,55        |
| Total                    | Total                    | Total                    | Total                    | 1 723        | 100          | 1 515       | 100         |
| Abstention               | Abstention               | Abstention               | Abstention               | 1 218        | 41,41        | 1 426       | 48,49       |
| Inscrits / participation | Inscrits / participation | Inscrits / participation | Inscrits / participation | 2 941        | 58,59        | 2 941       | 51,51       |

### Canton de Creil-Sud

#### 2008
| Candidat                 | Candidat                 | Parti                    | Nuance                   | Premier tour | Premier tour | Second tour | Second tour |
| Candidat                 | Candidat                 | Parti                    | Nuance                   | Voix         | %            | Voix        | %           |
| ------------------------ | ------------------------ | ------------------------ | ------------------------ | ------------ | ------------ | ----------- | ----------- |
|                          | Jean-Claude Villemain    | PS                       | SOC                      | 2 090        | 36,63        | 3 482       | 63,11       |
|                          | Alexandre Varlet         | UMP                      | UMP                      | 928          | 16,27        | 2 035       | 36,89       |
|                          | Philippe Machu           | SE                       | DVG                      | 877          | 15,37        |             |             |
|                          | Reduan Sakili            | SE                       | AUT                      | 681          | 11,94        |             |             |
|                          | Jean-Paul Legrand        | PCF                      | COM                      | 581          | 10,18        |             |             |
|                          | Claude Straub            | FN                       | FN                       | 548          | 9,61         |             |             |
|                          |                          |                          |                          |              |              |             |             |
| Suffrages exprimés       | Suffrages exprimés       | Suffrages exprimés       | Suffrages exprimés       | 5 705        | 96,78        | 5 517       | 92,41       |
| Votes blancs ou nuls     | Votes blancs ou nuls     | Votes blancs ou nuls     | Votes blancs ou nuls     | 190          | 3,22         | 453         | 7,59        |
| Total                    | Total                    | Total                    | Total                    | 5 895        | 100          | 5 970       | 100         |
| Abstention               | Abstention               | Abstention               | Abstention               | 6 466        | 52,31        | 6 391       | 51,70       |
| Inscrits / participation | Inscrits / participation | Inscrits / participation | Inscrits / participation | 12 361       | 47,69        | 12 361      | 48,30       |

#### 2001
| Candidat                 | Candidat                 | Parti                    | Nuance                   | Premier tour | Premier tour | Second tour | Second tour |
| Candidat                 | Candidat                 | Parti                    | Nuance                   | Voix         | %            | Voix        | %           |
| ------------------------ | ------------------------ | ------------------------ | ------------------------ | ------------ | ------------ | ----------- | ----------- |
|                          | Jean-Claude Villemain    | PS                       | SOC                      | 1 525        | 29,27        | 2 757       | 50,15       |
|                          | Hubert Tétard            | UDF                      | UDF                      | 885          | 16,98        | 1 544       | 28,09       |
|                          | Jean-Jacques Lacôte      | FN                       | FN                       | 885          | 16,98        | 1 196       | 21,76       |
|                          | Pierre Bouillon          | LV                       | VEC                      | 536          | 10,29        |             |             |
|                          | Raphaële Ribère          | SE                       | DVD                      | 486          | 9,33         |             |             |
|                          | Roland Szpirko           | LO                       | EXG                      | 389          | 7,46         |             |             |
|                          | Patrick Barathon-Cadelle | MNR                      | MNR                      | 256          | 4,91         |             |             |
|                          | Alain Pouget             | PCF                      | COM                      | 249          | 4,78         |             |             |
|                          |                          |                          |                          |              |              |             |             |
| Suffrages exprimés       | Suffrages exprimés       | Suffrages exprimés       | Suffrages exprimés       | 5 211        | 96,16        | 5 497       | 95,33       |
| Votes blancs ou nuls     | Votes blancs ou nuls     | Votes blancs ou nuls     | Votes blancs ou nuls     | 208          | 3,84         | 269         | 4,67        |
| Total                    | Total                    | Total                    | Total                    | 5 419        | 100          | 5 766       | 100         |
| Abstention               | Abstention               | Abstention               | Abstention               | 5 202        | 48,98        | 4 854       | 45,71       |
| Inscrits / participation | Inscrits / participation | Inscrits / participation | Inscrits / participation | 10 621       | 51,02        | 10 620      | 54,29       |

#### 1994
| Candidat                 | Candidat                 | Parti                    | Nuance                   | Premier tour | Premier tour | Second tour | Second tour |
| Candidat                 | Candidat                 | Parti                    | Nuance                   | Voix         | %            | Voix        | %           |
| ------------------------ | ------------------------ | ------------------------ | ------------------------ | ------------ | ------------ | ----------- | ----------- |
|                          | Isabelle Mifsud          | PS                       | SOC                      | 2 248        | 31,95        | 3 818       | 52,65       |
|                          | Ernest Chenière          | RPR                      | RPR                      | 2 086        | 29,64        | 3 434       | 47,35       |
|                          | Jacques Thioux           | FN                       | FRN                      | 1 454        | 20,66        | 0           | 0,00        |
|                          | Paul Cesbron             | PCF                      | COM                      | 729          | 10,36        |             |             |
|                          | Roland Szpirko           | LO                       | EXG                      | 520          | 7,39         |             |             |
|                          |                          |                          |                          |              |              |             |             |
| Suffrages exprimés       | Suffrages exprimés       | Suffrages exprimés       | Suffrages exprimés       | 7 037        | 96,80        | 7 252       | 96,01       |
| Votes blancs ou nuls     | Votes blancs ou nuls     | Votes blancs ou nuls     | Votes blancs ou nuls     | 233          | 3,20         | 301         | 3,99        |
| Total                    | Total                    | Total                    | Total                    | 7 270        | 100          | 7 553       | 100         |
| Abstention               | Abstention               | Abstention               | Abstention               | 5 812        | 44,43        | 5 529       | 42,26       |
| Inscrits / participation | Inscrits / participation | Inscrits / participation | Inscrits / participation | 13 082       | 55,57        | 13 082      | 57,74       |

## Élections régionales

### 2021
| Tête de liste                                                               | Tête de liste            | Liste                                                                                    | Premier tour | Premier tour | Second tour | Second tour |
| Tête de liste                                                               | Tête de liste            | Liste                                                                                    | Voix         | %            | Voix        | %           |
| --------------------------------------------------------------------------- | ------------------------ | ---------------------------------------------------------------------------------------- | ------------ | ------------ | ----------- | ----------- |
|                                                                             | Karima Delli             | Union à gauche avec des écologistes (EELV - PS - PCF - LFI - G.s - GE - PP - PRG - LRDG) | 1 270        | 42,47        | 1 778       | 51,99       |
| Pour le climat, pour l'emploi                                               |                          |                                                                                          | 1 270        | 42,47        | 1 778       | 51,99       |
|                                                                             | Xavier Bertrand          | Union à droite (LR - UDI - LC - LMR - MR)                                                | 687          | 22,98        | 1 078       | 31,52       |
| Se battre pour vous !                                                       |                          |                                                                                          | 687          | 22,98        | 1 078       | 31,52       |
|                                                                             | Sébastien Chenu          | Rassemblement national (CNIP - LDP)                                                      | 518          | 17,32        | 564         | 16,49       |
| Une région qui vous protège                                                 |                          |                                                                                          | 518          | 17,32        | 564         | 16,49       |
|                                                                             | Laurent Pietraszewski    | Union au centre (LREM - MoDem - Agir - TDP - MEI - EC)                                   | 231          | 7,73         |             |             |
| Hauts-de-France unis                                                        |                          |                                                                                          | 231          | 7,73         |             |             |
|                                                                             | Éric Pecqueur            | Extrême gauche (LO)                                                                      | 219          | 7,32         |             |             |
| Faire entendre le camp des travailleurs                                     |                          |                                                                                          | 219          | 7,32         |             |             |
|                                                                             | José Évrard              | Droite souverainiste (DLF)                                                               | 65           | 2,17         |             |             |
| Une région fière, forte et rassemblée                                       |                          |                                                                                          | 65           | 2,17         |             |             |
|                                                                             | Audric Alexandre         | Divers (PACE - NC - AE - Volt)                                                           | 0            | 0,00         |             |             |
| Face à l’inefficacité de l’État, une seule solution : une France fédérale ! |                          |                                                                                          | 0            | 0,00         |             |             |
|                                                                             |                          |                                                                                          |              |              |             |             |
| Suffrages exprimés                                                          | Suffrages exprimés       | Suffrages exprimés                                                                       | 2 990        | 94,80        | 3 420       | 95,64       |
| Votes blancs                                                                | Votes blancs             | Votes blancs                                                                             | 104          | 3,30         | 101         | 2,82        |
| Votes nuls                                                                  | Votes nuls               | Votes nuls                                                                               | 60           | 1,90         | 55          | 1,54        |
| Total                                                                       | Total                    | Total                                                                                    | 3 154        | 100          | 3 576       | 100         |
| Abstention                                                                  | Abstention               | Abstention                                                                               | 12 486       | 79,83        | 12 064      | 77,14       |
| Inscrits / participation                                                    | Inscrits / participation | Inscrits / participation                                                                 | 15 640       | 20,17        | 15 640      | 22,86       |

### 2015
| Tête de liste                                                                                               | Tête de liste            | Liste                                                       | Premier tour | Premier tour | Second tour | Second tour |
| Tête de liste                                                                                               | Tête de liste            | Liste                                                       | Voix         | %            | Voix        | %           |
| --- | ------------------------ | ----------------------------------------------------------- | ------------ | ------------ | ----------- | ----------- |
| | Marine Le Pen            | Front national (RBM)                                        | 1 750        | 31,92        | 2 050       | 29,93       |
| Une région fière et enracinée                                                                               |                          |                                                             | 1 750        | 31,92        | 2 050       | 29,93       |
| | Pierre de Saintignon     | Union de la gauche (PS - PRG - MRC - UDE - MEI - MDP - IDG) | 1 567        | 28,58        | Retrait     | Retrait     |
| Pour vous                                                                                                   |                          |                                                             | 1 567        | 28,58        | Retrait     | Retrait     |
| | Xavier Bertrand          | Union de la droite (LR - UDI - MoDem - CPNT - CNIP)         | 884          | 16,13        | 4 799       | 70,07       |
| Avec Xavier Bertrand notre région au travail                                                                |                          |                                                             | 884          | 16,13        | 4 799       | 70,07       |
| | Fabien Roussel           | Parti communiste français (E! - GU)                         | 470          | 8,57         |             |             |
| L'humain d'abord ! liste de rassemblement citoyen pour une gauche combative et écologiste dans notre région |                          |                                                             | 470          | 8,57         |             |             |
| | Sandrine Rousseau        | Europe Écologie Les Verts et gauche (PG - ND)               | 366          | 6,68         |             |             |
| Le rassemblement ! Choisir une région citoyenne, écologique et solidaire                                    |                          |                                                             | 366          | 6,68         |             |             |
| | Éric Pecqueur            | Extrême gauche (LO)                                         | 180          | 3,28         |             |             |
| Lutte ouvrière - Faire entendre le camp des travailleurs                                                    |                          |                                                             | 180          | 3,28         |             |             |
| | Jean-Philippe Tanguy     | Debout la France                                            | 124          | 2,26         |             |             |
| Debout la France avec Nicolas Dupont-Aignan                                                                 |                          |                                                             | 124          | 2,26         |             |             |
| | Éric Mascaro             | Divers (UPR)                                                | 71           | 1,30         |             |             |
| L'UPR avec François Asselineau - Le parti qui monte malgré le silence des médias                            |                          |                                                             | 71           | 1,30         |             |             |
| | Sylvain Blondel          | Divers droite (NC)                                          | 70           | 1,28         |             |             |
| Nous Citoyens                                                                                               |                          |                                                             | 70           | 1,28         |             |             |
| |                          |                                                             |              |              |             |             |
| Suffrages exprimés                                                                                          | Suffrages exprimés       | Suffrages exprimés                                          | 5 482        | 96,38        | 6 849       | 93,34       |
| Votes blancs                                                                                                | Votes blancs             | Votes blancs                                                | 147          | 2,58         | 303         | 4,13        |
| Votes nuls                                                                                                  | Votes nuls               | Votes nuls                                                  | 59           | 1,04         | 186         | 2,53        |
| Total | Total                    | Total                                                       | 5 688        | 100          | 7 338       | 100         |
| Abstention                                                                                                  | Abstention               | Abstention                                                  | 10 043       | 63,84        | 8 393       | 53,35       |
| Inscrits / participation                                                                                    | Inscrits / participation | Inscrits / participation                                    | 15 731       | 36,16        | 15 731      | 46,65       |

### 2010
| Tête de liste | Tête de liste            | Liste                                                      | Premier tour | Premier tour | Second tour | Second tour |
| Tête de liste | Tête de liste            | Liste                                                      | Voix         | %            | Voix        | %           |
| --- | ------------------------ | ---------------------------------------------------------- | ------------ | ------------ | ----------- | ----------- |
| | Claude Gewerc            | Parti socialiste (PRG - MRC - MUP - IDG)                   | 1 562        | 32,34        | 3 410       | 60,38       |
| Avec la gauche rassemblée pour la Picardie |                          |                                                            | 1 562        | 32,34        | 3 410       | 60,38       |
| | Christophe Porquier      | Les Verts (EÉ)                                             | 657          | 13,60        | 3 410       | 60,38       |
| Europe Ecologie Picardie |                          |                                                            | 657          | 13,60        | 3 410       | 60,38       |
| | Michel Guiniot           | Front national                                             | 797          | 16,50        | 1 077       | 19,07       |
| Liste Front National pour la Picardie et le peuple Français ! conduite par Michel Guiniot                                                                                          |                          |                                                            | 797          | 16,50        | 1 077       | 19,07       |
| | Caroline Cayeux          | Majorité présidentielle (UMP - NC - PR - CPNT - MPF - LGM) | 724          | 14,99        | 1 161       | 20,56       |
| Envie de Picardie |                          |                                                            | 724          | 14,99        | 1 161       | 20,56       |
| | Thierry Aury             | Parti communiste français et Parti de gauche (FG - GU)     | 309          | 6,40         |             |             |
| Ensemble pour une Picardie à gauche, solidaire, écologique et citoyenne, liste présentée par le Front de Gauche et des acteurs du mouvement social et citoyen                      |                          |                                                            | 309          | 6,40         |             |             |
| | Maxime Gremetz           | Divers gauche (CE)                                         | 224          | 4,64         |             |             |
| Colère et espoir |                          |                                                            | 224          | 4,64         |             |             |
| | France Mathieu           | Centre - Mouvement démocrate (AEI - Cap21)                 | 219          | 4,53         |             |             |
| Force picarde - Rassemblement centriste et écologiste soutenu par François Bayrou                                                                                                  |                          |                                                            | 219          | 4,53         |             |             |
| | Sylvain Desbureaux       | Extrême gauche (NPA)                                       | 144          | 2,98         |             |             |
| Tout changer, rien lâcher soutenue par Olivier Besancenot |                          |                                                            | 144          | 2,98         |             |             |
| | Roland Szpirko           | Extrême gauche (LO)                                        | 104          | 2,15         |             |             |
| Lutte ouvrière soutenue par Arlette Laguiller |                          |                                                            | 104          | 2,15         |             |             |
| | Thomas Joly              | Extrême droite (PDF - MNR - NDP)                           | 90           | 1,86         |             |             |
| Pour notre Picardie, nos emplois, notre sécurité, nos familles, nos traditions, notre identité française, le Parti de la France - Liste d'union nationale conduite par Thomas Joly |                          |                                                            | 90           | 1,86         |             |             |
| |                          |                                                            |              |              |             |             |
| Suffrages exprimés | Suffrages exprimés       | Suffrages exprimés                                         | 4 830        | 96,85        | 5 648       | 96,30       |
| Votes blancs et nuls | Votes blancs et nuls     | Votes blancs et nuls                                       | 157          | 3,15         | 217         | 3,70        |
| Total | Total                    | Total                                                      | 4 987        | 100          | 5 865       | 100         |
| Abstention | Abstention               | Abstention                                                 | 9 647        | 65,92        | 8 769       | 59,92       |
| Inscrits / participation | Inscrits / participation | Inscrits / participation                                   | 14 634       | 34,08        | 14 634      | 40,08       |

### 2004
| Tête de liste                                                                                        | Tête de liste            | Liste                     | Premier tour | Premier tour | Second tour | Second tour |
| Tête de liste                                                                                        | Tête de liste            | Liste                     | Voix         | %            | Voix        | %           |
| --- | ------------------------ | ------------------------- | ------------ | ------------ | ----------- | ----------- |
| | Claude Gewerc            | Gauche (PS - LV - PRG)    | 2 719        | 41,02        | 4 278       | 57,82       |
| Liste Picardie à Gauche                                                                              |                          |                           | 2 719        | 41,02        | 4 278       | 57,82       |
| | Maxime Gremetz           | Gauche (PCF)              | 484          | 7,30         | 4 278       | 57,82       |
| Liste de rassemblement à l'initiative du PCF                                                         |                          |                           | 484          | 7,30         | 4 278       | 57,82       |
| | Michel Guiniot           | Front national            | 1 631        | 24,61        | 1 542       | 20,84       |
| Liste Front national pour la Picardie présentée par Jean-Marie Le Pen et conduite par Michel Guiniot |                          |                           | 1 631        | 24,61        | 1 542       | 20,84       |
| | Gilles de Robien         | Droite (UDF - UMP)        | 1 228        | 18,53        | 1 579       | 21,34       |
| Aimer la Picardie                                                                                    |                          |                           | 1 228        | 18,53        | 1 579       | 21,34       |
| | Roland Szpirko           | Extrême gauche (LO - LCR) | 566          | 8,54         |             |             |
| Liste LO-LCR soutenue par Arlette Laguiller et Olivier Besancenot                                    |                          |                           | 566          | 8,54         |             |             |
| |                          |                           |              |              |             |             |
| Suffrages exprimés                                                                                   | Suffrages exprimés       | Suffrages exprimés        | 6 628        | 95,73        | 7 399       | 97,14       |
| Votes blancs ou nuls                                                                                 | Votes blancs ou nuls     | Votes blancs ou nuls      | 296          | 4,27         | 218         | 2,86        |
| Total                                                                                                | Total                    | Total                     | 6 924        | 100          | 7 617       | 100         |
| Abstention                                                                                           | Abstention               | Abstention                | 6 445        | 48,21        | 5 752       | 43,02       |
| Inscrits / participation                                                                             | Inscrits / participation | Inscrits / participation  | 13 369       | 51,79        | 13 369      | 56,98       |

## Élections législatives

### 3ecirconscription

#### 2024
| Candidat                 | Candidat                 | Parti et coalition       | Nuance                   | Premier tour | Premier tour | Second tour | Second tour |
| Candidat                 | Candidat                 | Parti et coalition       | Nuance                   | Voix         | %            | Voix        | %           |
| ------------------------ | ------------------------ | ------------------------ | ------------------------ | ------------ | ------------ | ----------- | ----------- |
|                          | Amadou Ka                | LFI (NFP)                | UG                       | 4 300        | 67,31        | 5 232       | 79,21       |
|                          | Alexandre Sabatou        | LAF (RN)                 | RN                       | 1 185        | 18,55        | 1 373       | 20,79       |
|                          | Pascal Bois              | RE (ENS)                 | ENS                      | 583          | 9,13         |             |             |
|                          | Marie Ferreira           | VD - UDI                 | UDI                      | 167          | 2,61         |             |             |
|                          | Roland Szpirko           | LO                       | EXG                      | 97           | 1,52         |             |             |
|                          | Nadège Legris            | REC                      | DIV                      | 56           | 0,88         |             |             |
|                          |                          |                          |                          |              |              |             |             |
| Suffrages exprimés       | Suffrages exprimés       | Suffrages exprimés       | Suffrages exprimés       | 6 388        | 98,08        | 6 605       | 96,00       |
| Votes blancs             | Votes blancs             | Votes blancs             | Votes blancs             | 81           | 1,24         | 188         | 2,73        |
| Votes nuls               | Votes nuls               | Votes nuls               | Votes nuls               | 44           | 0,68         | 87          | 1,26        |
| Total                    | Total                    | Total                    | Total                    | 6 513        | 100          | 6 880       | 100         |
| Abstention               | Abstention               | Abstention               | Abstention               | 5 594        | 46,20        | 5 227       | 43,17       |
| Inscrits / participation | Inscrits / participation | Inscrits / participation | Inscrits / participation | 12 107       | 53,80        | 12 107      | 56,83       |

#### 2022
| Candidat                 | Candidat                 | Parti et coalition       | Nuance                   | Premier tour | Premier tour | Second tour | Second tour |
| Candidat                 | Candidat                 | Parti et coalition       | Nuance                   | Voix         | %            | Voix        | %           |
| ------------------------ | ------------------------ | ------------------------ | ------------------------ | ------------ | ------------ | ----------- | ----------- |
|                          | Valérie Labatut          | LFI (NUPES)              | NUP                      | 1 648        | 47,84        | 2 672       | 73,37       |
|                          | Alexandre Sabatou        | LAF - RN                 | RN                       | 575          | 16,69        | 970         | 26,63       |
|                          | Pascal Bois              | LREM (ENS)               | ENS                      | 497          | 14,43        |             |             |
|                          | Christophe Dietrich      | LR (UDC)                 | LR                       | 265          | 7,69         |             |             |
|                          | Johann Lucas             | LE (FGR)                 | DVG                      | 183          | 5,31         |             |             |
|                          | Julie Roussel            | REC                      | REC                      | 99           | 2,87         |             |             |
|                          | Roland Szpirko           | LO                       | DXG                      | 80           | 2,32         |             |             |
|                          | Maxime Bouilly Geronimi  | PA                       | ECO                      | 55           | 1,60         |             |             |
|                          | Viridiana Grela          | LP (UPF)                 | DSV                      | 43           | 1,25         |             |             |
|                          |                          |                          |                          |              |              |             |             |
| Votes valides            | Votes valides            | Votes valides            | Votes valides            | 3 445        | 97,26        | 3 642       | 94,23       |
| Votes blancs             | Votes blancs             | Votes blancs             | Votes blancs             | 58           | 1,64         | 146         | 3,78        |
| Votes nuls               | Votes nuls               | Votes nuls               | Votes nuls               | 39           | 1,10         | 77          | 1,99        |
| Total                    | Total                    | Total                    | Total                    | 3 542        | 100          | 3 865       | 100         |
| Abstention               | Abstention               | Abstention               | Abstention               | 8 216        | 69,88        | 7 901       | 67,15       |
| Inscrits / participation | Inscrits / participation | Inscrits / participation | Inscrits / participation | 11 758       | 30,12        | 11 766      | 32,85       |

#### 2017
| Candidat                 | Candidat                 | Parti et coalition       | Nuance                   | Premier tour | Premier tour | Second tour | Second tour |
| Candidat                 | Candidat                 | Parti et coalition       | Nuance                   | Voix         | %            | Voix        | %           |
| ------------------------ | ------------------------ | ------------------------ | ------------------------ | ------------ | ------------ | ----------- | ----------- |
|                          | Pascal Bois              | LREM                     | REM                      | 902          | 22,50        | 2 010       | 66,36       |
|                          | Michel Françaix          | PS diss.                 | DVG                      | 663          | 16,54        |             |             |
|                          | Philippe Murer           | FN                       | FN                       | 629          | 15,69        | 1 019       | 33,64       |
|                          | Johann Lucas             | PS                       | SOC                      | 555          | 13,85        |             |             |
|                          | Karine Monségu           | LFI                      | FI                       | 442          | 11,03        |             |             |
|                          | Karim Boukhachba         | PCF                      | COM                      | 211          | 5,26         |             |             |
|                          | Frédérique Leblanc       | LR (UDC)                 | LR                       | 188          | 4,69         |             |             |
|                          | Roland Szpirko           | LO                       | EXG                      | 86           | 2,15         |             |             |
|                          | Karim Guerda             | SE                       | DIV                      | 62           | 1,55         |             |             |
|                          | Jean-Marc Gateau         | DLF                      | DLF                      | 57           | 1,42         |             |             |
|                          | Florian Mourat           | UPR                      | DIV                      | 56           | 1,40         |             |             |
|                          | Caroline Alamachère      | PDF                      | EXD                      | 51           | 1,27         |             |             |
|                          | Odette Chauve            | M100%                    | ECO                      | 43           | 1,07         |             |             |
|                          | Marie-José Maubert       | RÉ                       | ECO                      | 32           | 0,80         |             |             |
|                          | Mounia Tantan            | M100%                    | ECO                      | 31           | 0,77         |             |             |
|                          |                          |                          |                          |              |              |             |             |
| Suffrages exprimés       | Suffrages exprimés       | Suffrages exprimés       | Suffrages exprimés       | 4 008        | 97,09        | 3 029       | 90,04       |
| Votes blancs             | Votes blancs             | Votes blancs             | Votes blancs             | 92           | 2,23         | 257         | 7,64        |
| Votes nuls               | Votes nuls               | Votes nuls               | Votes nuls               | 28           | 0,68         | 78          | 2,32        |
| Total                    | Total                    | Total                    | Total                    | 4 128        | 100          | 3 364       | 100         |
| Abstention               | Abstention               | Abstention               | Abstention               | 8 450        | 67,18        | 9 214       | 73,25       |
| Inscrits / participation | Inscrits / participation | Inscrits / participation | Inscrits / participation | 12 578       | 32,82        | 12 578      | 26,75       |

#### 2012
| Candidat                 | Candidat                 | Parti et coalition       | Nuance                   | Premier tour | Premier tour | Second tour | Second tour |
| Candidat                 | Candidat                 | Parti et coalition       | Nuance                   | Voix         | %            | Voix        | %           |
| ------------------------ | ------------------------ | ------------------------ | ------------------------ | ------------ | ------------ | ----------- | ----------- |
|                          | Michel Françaix          | PS                       | SOC                      | 2 454        | 44,34        | 3 643       | 71,54       |
|                          | Karim Ouchikh            | SIEL (RBM)               | FN                       | 820          | 14,81        |             |             |
|                          | Marie-Christine Salmona  | UMP                      | UMP                      | 604          | 10,91        | 1 449       | 28,46       |
|                          | Jean-Pierre Bosino       | PCF (FG)                 | FG                       | 467          | 8,44         |             |             |
|                          | Isabelle Maupin          | EELV                     | VEC                      | 447          | 8,08         |             |             |
|                          | Noureddine Nachite       | PR                       | PRV                      | 265          | 4,79         |             |             |
|                          | Brahim Belmhand          | MoDem                    | CEN                      | 231          | 4,17         |             |             |
|                          | Éric Pinel               | PDF (UDN)                | EXD                      | 115          | 2,08         |             |             |
|                          | Roland Szpirko           | LO                       | EXG                      | 77           | 1,39         |             |             |
|                          | Alain Bock               | DLR                      | DVD                      | 23           | 0,42         |             |             |
|                          | Alain Lebreton           | POI                      | EXG                      | 20           | 0,36         |             |             |
|                          | Richard Heim             | AEI                      | ECO                      | 12           | 0,22         |             |             |
|                          |                          |                          |                          |              |              |             |             |
| Suffrages exprimés       | Suffrages exprimés       | Suffrages exprimés       | Suffrages exprimés       | 5 535        | 98,14        | 5 092       | 95,25       |
| Votes blancs et nuls     | Votes blancs et nuls     | Votes blancs et nuls     | Votes blancs et nuls     | 105          | 1,86         | 254         | 4,75        |
| Total                    | Total                    | Total                    | Total                    | 5 640        | 100          | 5 346       | 100         |
| Abstention               | Abstention               | Abstention               | Abstention               | 6 488        | 53,50        | 6 782       | 55,92       |
| Inscrits / participation | Inscrits / participation | Inscrits / participation | Inscrits / participation | 12 128       | 46,50        | 12 128      | 44,08       |

#### 2007
| Candidat                 | Candidat                 | Parti                    | Nuance                   | Premier tour | Premier tour | Second tour | Second tour |
| Candidat                 | Candidat                 | Parti                    | Nuance                   | Voix         | %            | Voix        | %           |
| ------------------------ | ------------------------ | ------------------------ | ------------------------ | ------------ | ------------ | ----------- | ----------- |
|                          | Michel Françaix          | PS                       | SOC                      | 1 890        | 33,23        | 3 307       | 60,46       |
|                          | Cécile Brémard           | UMP                      | UMP                      | 1 391        | 24,46        | 2 163       | 39,54       |
|                          | Brahim Belmhand          | MoDem                    | UDFD                     | 732          | 12,87        |             |             |
|                          | Laurent Guiniot          | FN                       | FN                       | 417          | 7,33         |             |             |
|                          | Jean-Pierre Bosino       | PCF                      | COM                      | 388          | 6,82         |             |             |
|                          | Alain Letellier          | SE                       | DIV                      | 267          | 4,69         |             |             |
|                          | Olivier Toupiol          | LV                       | VEC                      | 171          | 3,01         |             |             |
|                          | Michael Cufi             | LCR                      | EXG                      | 141          | 2,48         |             |             |
|                          | Roland Szpirko           | LO                       | EXG                      | 116          | 2,04         |             |             |
|                          | Nadia Heremans           | MPF                      | MPF                      | 62           | 1,09         |             |             |
|                          | Gilles Carpentier        | MNR                      | EXD                      | 42           | 0,74         |             |             |
|                          | Paul Fraisse             | COM                      | EXG                      | 39           | 0,69         |             |             |
|                          | Alain Lebreton           | PT                       | EXG                      | 31           | 0,55         |             |             |
|                          |                          |                          |                          |              |              |             |             |
| Suffrages exprimés       | Suffrages exprimés       | Suffrages exprimés       | Suffrages exprimés       | 5 687        | 98,00        | 5 470       | 97,19       |
| Votes blancs ou nuls     | Votes blancs ou nuls     | Votes blancs ou nuls     | Votes blancs ou nuls     | 116          | 2,00         | 158         | 2,81        |
| Total                    | Total                    | Total                    | Total                    | 5 803        | 100          | 5 628       | 100         |
| Abstention               | Abstention               | Abstention               | Abstention               | 6 525        | 52,93        | 6 700       | 54,35       |
| Inscrits / participation | Inscrits / participation | Inscrits / participation | Inscrits / participation | 12 328       | 47,07        | 12 328      | 45,65       |

#### 2002
| Candidat                 | Candidat                 | Parti                    | Nuance                   | Premier tour | Premier tour | Second tour | Second tour |
| Candidat                 | Candidat                 | Parti                    | Nuance                   | Voix         | %            | Voix        | %           |
| ------------------------ | ------------------------ | ------------------------ | ------------------------ | ------------ | ------------ | ----------- | ----------- |
|                          | Michel Françaix          | PS                       | SOC                      | 2 134        | 37,54        | 2 985       | 58,46       |
|                          | Michel Guiniot           | FN                       | FN                       | 1 363        | 23,98        |             |             |
|                          | Cécile Brémard           | UMP                      | UMP                      | 910          | 16,01        | 2 121       | 41,54       |
|                          | Alain Blanchard          | PCF                      | COM                      | 232          | 4,08         |             |             |
|                          | Fabrice Ribère           | SE                       | DVD                      | 204          | 3,59         |             |             |
|                          | Roland Szpirko           | LO                       | LO                       | 195          | 3,43         |             |             |
|                          | Marianne Picard          | PR                       | PREP                     | 185          | 3,25         |             |             |
|                          | Monique Rey              | LCR                      | LCR                      | 148          | 2,60         |             |             |
|                          | Florence Naillou         | MPF                      | MPF                      | 110          | 1,94         |             |             |
|                          | Jean-Pierre Steinhofer   | MNR                      | MNR                      | 94           | 1,65         |             |             |
|                          | Jean-Marie Mignot        | CPNT                     | CPNT                     | 45           | 0,79         |             |             |
|                          | Hélène Mathé             | PT                       | EXG                      | 41           | 0,72         |             |             |
|                          | Georges Tourat           | CNIP                     | DVD                      | 23           | 0,40         |             |             |
|                          | Bakari Foul              | UDF                      | UDF                      | 0            | 0,00         |             |             |
|                          |                          |                          |                          |              |              |             |             |
| Suffrages exprimés       | Suffrages exprimés       | Suffrages exprimés       | Suffrages exprimés       | 5 684        | 97,76        | 5 106       | 95,31       |
| Votes blancs ou nuls     | Votes blancs ou nuls     | Votes blancs ou nuls     | Votes blancs ou nuls     | 130          | 2,24         | 251         | 4,69        |
| Total                    | Total                    | Total                    | Total                    | 5 814        | 100          | 5 357       | 100         |
| Abstention               | Abstention               | Abstention               | Abstention               | 4 954        | 46,01        | 5 411       | 50,25       |
| Inscrits / participation | Inscrits / participation | Inscrits / participation | Inscrits / participation | 10 768       | 53,99        | 10 768      | 49,75       |

#### 1997
| Candidat                 | Candidat                 | Parti et coalition       | Nuance                   | Premier tour | Premier tour | Second tour | Second tour |
| Candidat                 | Candidat                 | Parti et coalition       | Nuance                   | Voix         | %            | Voix        | %           |
| ------------------------ | ------------------------ | ------------------------ | ------------------------ | ------------ | ------------ | ----------- | ----------- |
|                          | Michel Guiniot           | FN                       | FRN                      | 2 104        | 29,60        | 2 380       | 30,89       |
|                          | Michel Françaix          | PS                       | SOC                      | 2 023        | 28,46        | 3 728       | 48,39       |
|                          | Ernest Chenière          | RPR                      | RPR                      | 1 319        | 18,55        | 1 596       | 20,72       |
|                          | Jean-Pierre Bosino       | PCF                      | COM                      | 650          | 9,14         |             |             |
|                          | Roland Szpirko           | LO                       | EXG                      | 322          | 4,53         |             |             |
|                          | Corinne Pascal-Thibout   | LV                       | ECO                      | 241          | 3,39         |             |             |
|                          | Gérard Welker            | MDC                      | DVG                      | 131          | 1,84         |             |             |
|                          | Daniel Bertaux           | MEI                      | ECO                      | 128          | 1,80         |             |             |
|                          | Annick Potelle-Drobecq   | CNIP (LDI)               | DVD                      | 108          | 1,52         |             |             |
|                          | Monique Bouzin           | PT                       | EXG                      | 73           | 1,03         |             |             |
|                          | Guy Guioubly             | MDR                      | DVD                      | 10           | 0,14         |             |             |
|                          |                          |                          |                          |              |              |             |             |
| Suffrages exprimés       | Suffrages exprimés       | Suffrages exprimés       | Suffrages exprimés       | 7 109        | 96,63        | 7 704       | 97,38       |
| Votes blancs ou nuls     | Votes blancs ou nuls     | Votes blancs ou nuls     | Votes blancs ou nuls     | 248          | 3,37         | 207         | 2,62        |
| Total                    | Total                    | Total                    | Total                    | 7 357        | 100          | 7 911       | 100         |
| Abstention               | Abstention               | Abstention               | Abstention               | 4 705        | 39,01        | 4 151       | 34,41       |
| Inscrits / participation | Inscrits / participation | Inscrits / participation | Inscrits / participation | 12 062       | 60,99        | 12 062      | 65,59       |

#### 1993
| Candidat                 | Candidat                 | Parti et coalition       | Nuance                   | Premier tour | Premier tour | Second tour | Second tour |
| Candidat                 | Candidat                 | Parti et coalition       | Nuance                   | Voix         | %            | Voix        | %           |
| ------------------------ | ------------------------ | ------------------------ | ------------------------ | ------------ | ------------ | ----------- | ----------- |
|                          | Ernest Chenière          | RPR                      | RPR                      | 2 171        | 26,86        | 2 934       | 57,41       |
|                          | Jean Anciant             | PS                       | SOC                      | 2 118        | 26,21        | Retrait     | Retrait     |
|                          | Michel Guiniot           | FN                       | FRN                      | 1 747        | 21,62        | 2 177       | 42,59       |
|                          | Maurice Bambier          | PCF                      | COM                      | 748          | 9,26         |             |             |
|                          | Corinne Pascal-Thibout   | LV (EE)                  | VEC                      | 399          | 4,94         |             |             |
|                          | Marie-Catherine Roidot   | NERNA                    | DIV                      | 268          | 3,32         |             |             |
|                          | Roland Szpirko           | LO                       | EXG                      | 219          | 2,71         |             |             |
|                          | Gisèle Turco             | RDRP                     | DVD                      | 151          | 1,87         |             |             |
|                          | Jean-Luc Hamard          | UED                      | DIV                      | 70           | 0,87         |             |             |
|                          | Monique Bouzin           | PT                       | EXG                      | 65           | 0,80         |             |             |
|                          | Eric Froissart           | CNIP                     | DVD                      | 57           | 0,71         |             |             |
|                          | Henri Durand             | UDI                      | DVD                      | 38           | 0,47         |             |             |
|                          | Régine Gautier           | AP                       | EXD                      | 31           | 0,38         |             |             |
|                          |                          |                          |                          |              |              |             |             |
| Suffrages exprimés       | Suffrages exprimés       | Suffrages exprimés       | Suffrages exprimés       | 8 082        | 97,10        | 5 111       | 79,57       |
| Votes blancs et nuls     | Votes blancs et nuls     | Votes blancs et nuls     | Votes blancs et nuls     | 241          | 2,90         | 1 312       | 20,43       |
| Total                    | Total                    | Total                    | Total                    | 8 323        | 100          | 6 423       | 100         |
| Abstention               | Abstention               | Abstention               | Abstention               | 4 829        | 36,72        | 6 729       | 51,16       |
| Inscrits / participation | Inscrits / participation | Inscrits / participation | Inscrits / participation | 13 152       | 63,28        | 13 152      | 48,84       |

### 7ecirconscription

#### 2024
| Candidat                 | Candidat                 | Parti et coalition       | Nuance                   | Premier tour | Premier tour | Second tour | Second tour |
| Candidat                 | Candidat                 | Parti et coalition       | Nuance                   | Voix         | %            | Voix        | %           |
| ------------------------ | ------------------------ | ------------------------ | ------------------------ | ------------ | ------------ | ----------- | ----------- |
|                          | Loïc Pen                 | PCF (NFP)                | UG                       | 866          | 54,26        | 1 061       | 64,30       |
|                          | David Magnier            | RN                       | RN                       | 356          | 22,31        | 381         | 23,09       |
|                          | Maxime Minot             | LR (UDC)                 | LR                       | 150          | 9,40         | 208         | 12,61       |
|                          | Ophélie Van Elsuwe       | HOR (ENS)                | ENS                      | 147          | 9,21         |             |             |
|                          | Agnès Dingival           | LO                       | EXG                      | 42           | 2,63         |             |             |
|                          | Florence Italiani        | REC                      | REC                      | 20           | 1,25         |             |             |
|                          | Thomas Mongiraud         | DLF                      | DSV                      | 15           | 0,94         |             |             |
|                          |                          |                          |                          |              |              |             |             |
| Suffrages exprimés       | Suffrages exprimés       | Suffrages exprimés       | Suffrages exprimés       | 1 596        | 97,32        | 1 650       | 97,63       |
| Votes blancs             | Votes blancs             | Votes blancs             | Votes blancs             | 28           | 1,71         | 31          | 1,83        |
| Votes nuls               | Votes nuls               | Votes nuls               | Votes nuls               | 16           | 0,98         | 9           | 0,53        |
| Total                    | Total                    | Total                    | Total                    | 1 640        | 100          | 1 690       | 100         |
| Abstention               | Abstention               | Abstention               | Abstention               | 1 260        | 43,45        | 1 209       | 41,70       |
| Inscrits / participation | Inscrits / participation | Inscrits / participation | Inscrits / participation | 2 900        | 56,55        | 2 899       | 58,30       |

#### 2022
| Candidat                 | Candidat                 | Parti et coalition       | Nuance                   | Premier tour | Premier tour | Second tour | Second tour |
| Candidat                 | Candidat                 | Parti et coalition       | Nuance                   | Voix         | %            | Voix        | %           |
| ------------------------ | ------------------------ | ------------------------ | ------------------------ | ------------ | ------------ | ----------- | ----------- |
|                          | Loïc Pen                 | PCF (NUPES)              | NUP                      | 467          | 46,42        | 670         | 64,86       |
|                          | Ophélie Van Elsuwe       | HOR (ENS)                | ENS                      | 170          | 16,90        |             |             |
|                          | Tristan Szyszka          | RN                       | RN                       | 156          | 15,51        |             |             |
|                          | Maxime Minot             | LR (UDC)                 | LR                       | 110          | 10,93        | 363         | 35,14       |
|                          | Agnès Dingival           | LO                       | DXG                      | 48           | 4,77         |             |             |
|                          | Florence Italiani        | REC                      | REC                      | 25           | 2,49         |             |             |
|                          | Agnès Boillet            | PA                       | ECO                      | 18           | 1,79         |             |             |
|                          | Daniel Roul              | DLF (UPF)                | DSV                      | 12           | 1,19         |             |             |
|                          |                          |                          |                          |              |              |             |             |
| Votes valides            | Votes valides            | Votes valides            | Votes valides            | 1 006        | 97,67        | 1 033       | 95,47       |
| Votes blancs             | Votes blancs             | Votes blancs             | Votes blancs             | 15           | 1,46         | 34          | 3,14        |
| Votes nuls               | Votes nuls               | Votes nuls               | Votes nuls               | 9            | 0,87         | 15          | 1,39        |
| Total                    | Total                    | Total                    | Total                    | 1 030        | 100          | 1 082       | 100         |
| Abstention               | Abstention               | Abstention               | Abstention               | 1 765        | 63,15        | 1 714       | 61,30       |
| Inscrits / participation | Inscrits / participation | Inscrits / participation | Inscrits / participation | 2 795        | 36,85        | 2 796       | 38,70       |

#### 2017
| Candidat                 | Candidat                 | Parti et coalition       | Nuance                   | Premier tour | Premier tour | Second tour | Second tour |
| Candidat                 | Candidat                 | Parti et coalition       | Nuance                   | Voix         | %            | Voix        | %           |
| ------------------------ | ------------------------ | ------------------------ | ------------------------ | ------------ | ------------ | ----------- | ----------- |
|                          | Jean-François Dardenne   | LREM                     | REM                      | 381          | 33,96        | 518         | 61,37       |
|                          | Philippe Lambilliotte    | FN                       | FN                       | 176          | 15,69        |             |             |
|                          | Marie-Laure Darrigade    | LFI                      | FI                       | 167          | 14,88        |             |             |
|                          | Maxime Minot             | LR (UDC)                 | LR                       | 133          | 11,85        | 326         | 38,63       |
|                          | Alexandre Ouizille       | PS                       | SOC                      | 133          | 11,85        |             |             |
|                          | Marie-France Boutroue    | PCF                      | COM                      | 35           | 3,12         |             |             |
|                          | Luc Soisson              | SE                       | DVD                      | 25           | 2,23         |             |             |
|                          | Patricia Arnaud          | UPR                      | DIV                      | 21           | 1,87         |             |             |
|                          | Mohamad Fakallah         | SE                       | DVG                      | 20           | 1,78         |             |             |
|                          | Marc Mouilleseaux        | DLF                      | DLF                      | 15           | 1,34         |             |             |
|                          | Agnès Dingival           | LO                       | EXG                      | 13           | 1,16         |             |             |
|                          | Veronik Okendé           | LFQO                     | DVD                      | 3            | 0,27         |             |             |
|                          |                          |                          |                          |              |              |             |             |
| Suffrages exprimés       | Suffrages exprimés       | Suffrages exprimés       | Suffrages exprimés       | 1 122        | 96,97        | 844         | 85,95       |
| Votes blancs             | Votes blancs             | Votes blancs             | Votes blancs             | 26           | 2,25         | 64          | 6,52        |
| Votes nuls               | Votes nuls               | Votes nuls               | Votes nuls               | 9            | 0,78         | 74          | 7,54        |
| Total                    | Total                    | Total                    | Total                    | 1 157        | 100          | 982         | 100         |
| Abstention               | Abstention               | Abstention               | Abstention               | 1 884        | 61,95        | 2 059       | 67,71       |
| Inscrits / participation | Inscrits / participation | Inscrits / participation | Inscrits / participation | 3 041        | 38,05        | 3 041       | 32,29       |

#### 2012
| Candidat                 | Candidat                 | Parti et coalition       | Nuance                   | Premier tour | Premier tour | Second tour | Second tour |
| Candidat                 | Candidat                 | Parti et coalition       | Nuance                   | Voix         | %            | Voix        | %           |
| ------------------------ | ------------------------ | ------------------------ | ------------------------ | ------------ | ------------ | ----------- | ----------- |
|                          | Claude Gewerc            | PS                       | SOC                      | 621          | 42,71        | 840         | 59,70       |
|                          | Édouard Courtial         | UMP                      | UMP                      | 331          | 22,76        | 567         | 40,30       |
|                          | André Fouchard           | FN (RBM)                 | FN                       | 237          | 16,30        |             |             |
|                          | Loïc Pen                 | PCF (FG)                 | FG                       | 134          | 9,22         |             |             |
|                          | Djamal Benkherouf        | SE                       | DVG                      | 42           | 2,89         |             |             |
|                          | Patricia Dore            | AEI                      | ECO                      | 33           | 2,27         |             |             |
|                          | Luc Soisson              | MoDem                    | CEN                      | 27           | 1,86         |             |             |
|                          | Sébastien Ollier         | LO                       | EXG                      | 15           | 1,03         |             |             |
|                          | Éliane Marco-Gimenez     | PDF (UDN)                | EXD                      | 9            | 0,62         |             |             |
|                          | Yann Cezard              | NPA                      | EXG                      | 5            | 0,34         |             |             |
|                          |                          |                          |                          |              |              |             |             |
| Suffrages exprimés       | Suffrages exprimés       | Suffrages exprimés       | Suffrages exprimés       | 1 454        | 98,24        | 1 407       | 96,44       |
| Votes blancs et nuls     | Votes blancs et nuls     | Votes blancs et nuls     | Votes blancs et nuls     | 26           | 1,76         | 52          | 3,56        |
| Total                    | Total                    | Total                    | Total                    | 1 480        | 100          | 1 459       | 100         |
| Abstention               | Abstention               | Abstention               | Abstention               | 1 410        | 48,79        | 1 431       | 49,52       |
| Inscrits / participation | Inscrits / participation | Inscrits / participation | Inscrits / participation | 2 890        | 51,21        | 2 890       | 50,48       |

#### 2007
| Candidat                 | Candidat                 | Parti                    | Nuance                   | Premier tour | Premier tour |
| Candidat                 | Candidat                 | Parti                    | Nuance                   | Voix         | %            |
| ------------------------ | ------------------------ | ------------------------ | ------------------------ | ------------ | ------------ |
|                          | Édouard Courtial         | UMP                      | UMP                      | 539          | 37,12        |
|                          | Abdel Mokhtari           | PS                       | SOC                      | 350          | 24,10        |
|                          | Christelle Dinard        | MoDem                    | UDFD                     | 126          | 8,68         |
|                          | André Fouchard           | FN                       | FN                       | 116          | 7,99         |
|                          | Isabelle Maupin          | LV                       | VEC                      | 103          | 7,09         |
|                          | Loïc Pen                 | PCF                      | COM                      | 66           | 4,55         |
|                          | Éric Montes              | PRG                      | RDG                      | 47           | 3,24         |
|                          | Céline Demarle           | LCR                      | EXG                      | 39           | 2,69         |
|                          | Virginie Deverchin       | MPF                      | MPF                      | 28           | 1,93         |
|                          | Jean-Sébastien Bertin    | LO                       | EXG                      | 17           | 1,17         |
|                          | Richard Heim             | LFEA                     | DIV                      | 13           | 0,90         |
|                          | Nadine Vasseur           | CPNT                     | CPNT                     | 8            | 0,55         |
|                          |                          |                          |                          |              |              |
| Suffrages exprimés       | Suffrages exprimés       | Suffrages exprimés       | Suffrages exprimés       | 1 452        | 98,24        |
| Votes blancs ou nuls     | Votes blancs ou nuls     | Votes blancs ou nuls     | Votes blancs ou nuls     | 26           | 1,76         |
| Total                    | Total                    | Total                    | Total                    | 1 478        | 100          |
| Abstention               | Abstention               | Abstention               | Abstention               | 1 458        | 49,66        |
| Inscrits / participation | Inscrits / participation | Inscrits / participation | Inscrits / participation | 2 936        | 50,34        |

#### 2002
| Candidat                 | Candidat                 | Parti                    | Nuance                   | Premier tour | Premier tour | Second tour | Second tour |
| Candidat                 | Candidat                 | Parti                    | Nuance                   | Voix         | %            | Voix        | %           |
| ------------------------ | ------------------------ | ------------------------ | ------------------------ | ------------ | ------------ | ----------- | ----------- |
|                          | Gérard Weyn              | PS                       | SOC                      | 398          | 27,83        | 623         | 47,23       |
|                          | Édouard Courtial         | UMP                      | UMP                      | 288          | 20,14        | 696         | 52,77       |
|                          | Georges Moreau           | FN                       | FN                       | 241          | 16,85        |             |             |
|                          | Guilhem Ricalens         | RPF                      | RPF                      | 190          | 13,29        |             |             |
|                          | Pierre Bouillon          | LV                       | VEC                      | 110          | 7,69         |             |             |
|                          | Jean-Pierre Braine       | PS diss.                 | DVG                      | 67           | 4,69         |             |             |
|                          | Patrick Malaize          | SE                       | DVD                      | 35           | 2,45         |             |             |
|                          | Raymond Hallard          | LO                       | LO                       | 31           | 2,17         |             |             |
|                          | Arnaud Bevilacqua        | LCR                      | LCR                      | 25           | 1,75         |             |             |
|                          | Jean-Francis Bocquillet  | MNR                      | MNR                      | 16           | 1,12         |             |             |
|                          | Marcel Barra             | MPF                      | MPF                      | 8            | 0,56         |             |             |
|                          | Claude Lemaire           | CPNT                     | CPNT                     | 7            | 0,49         |             |             |
|                          | Michel Guignes           | SE                       | DIV                      | 6            | 0,42         |             |             |
|                          | Christophe Le Penru      | ND                       | DIV                      | 5            | 0,35         |             |             |
|                          | Alain Bock               | SE                       | DVG                      | 3            | 0,21         |             |             |
|                          |                          |                          |                          |              |              |             |             |
| Suffrages exprimés       | Suffrages exprimés       | Suffrages exprimés       | Suffrages exprimés       | 1 430        | 98,62        | 1 319       | 95,17       |
| Votes blancs ou nuls     | Votes blancs ou nuls     | Votes blancs ou nuls     | Votes blancs ou nuls     | 20           | 1,38         | 67          | 4,83        |
| Total                    | Total                    | Total                    | Total                    | 1 450        | 100          | 1 386       | 100         |
| Abstention               | Abstention               | Abstention               | Abstention               | 1 009        | 41,03        | 1 073       | 43,64       |
| Inscrits / participation | Inscrits / participation | Inscrits / participation | Inscrits / participation | 2 459        | 58,97        | 2 459       | 56,36       |

#### 1997
| Candidat                 | Candidat                 | Parti et coalition       | Nuance                   | Premier tour | Premier tour | Second tour | Second tour |
| Candidat                 | Candidat                 | Parti et coalition       | Nuance                   | Voix         | %            | Voix        | %           |
| ------------------------ | ------------------------ | ------------------------ | ------------------------ | ------------ | ------------ | ----------- | ----------- |
|                          | Jean-Pierre Braine       | PS                       | SOC                      | 487          | 30,23        | 776         | 44,47       |
|                          | Olivier François         | FN                       | FRN                      | 386          | 23,96        | 351         | 20,11       |
|                          | Dominique Antoine        | FD (UDF)                 | UDF                      | 376          | 23,34        | 618         | 35,42       |
|                          | Marie-France Boutroue    | PCF                      | COM                      | 116          | 7,20         |             |             |
|                          | Marc Carrignon           | LV                       | ECO                      | 74           | 4,59         |             |             |
|                          | Raymond Hallard          | LO                       | EXG                      | 61           | 3,79         |             |             |
|                          | Guy Harlé d'Ophove       | CNIP (LDI)               | DVD                      | 47           | 2,92         |             |             |
|                          | Jean-François Etienne    | GE                       | ECO                      | 42           | 2,61         |             |             |
|                          | Catherine Beaurain       | MEI                      | ECO                      | 22           | 1,37         |             |             |
|                          |                          |                          |                          |              |              |             |             |
| Suffrages exprimés       | Suffrages exprimés       | Suffrages exprimés       | Suffrages exprimés       | 1 611        | 96,29        | 1 745       | 97,38       |
| Votes blancs ou nuls     | Votes blancs ou nuls     | Votes blancs ou nuls     | Votes blancs ou nuls     | 62           | 3,71         | 47          | 2,62        |
| Total                    | Total                    | Total                    | Total                    | 1 673        | 100          | 1 792       | 100         |
| Abstention               | Abstention               | Abstention               | Abstention               | 1 110        | 39,89        | 991         | 35,61       |
| Inscrits / participation | Inscrits / participation | Inscrits / participation | Inscrits / participation | 2 783        | 60,11        | 2 783       | 64,39       |

#### 1993
| Candidat                 | Candidat                 | Parti et coalition       | Nuance                   | Premier tour | Premier tour | Second tour | Second tour |
| Candidat                 | Candidat                 | Parti et coalition       | Nuance                   | Voix         | %            | Voix        | %           |
| ------------------------ | ------------------------ | ------------------------ | ------------------------ | ------------ | ------------ | ----------- | ----------- |
|                          | Patrick Malaizé          | PR (UDF)                 | UDF                      | 518          | 29,94        | 696         | 40,73       |
|                          | Jean-Jacques Leroy       | FN                       | FRN                      | 407          | 23,53        | 386         | 22,59       |
|                          | Jean-Pierre Braine       | PS                       | SOC                      | 352          | 20,35        | 627         | 36,69       |
|                          | Christian Jaskowiec      | GE (EE)                  | GEC                      | 130          | 7,51         |             |             |
|                          | Jean Sylla               | PCF                      | COM                      | 103          | 5,95         |             |             |
|                          | Franck Plain             | LO                       | EXG                      | 70           | 4,05         |             |             |
|                          | Paule Le Gonidec         | NERNA                    | DIV                      | 69           | 3,99         |             |             |
|                          | Joël Dupuy               | CNIP                     | DVD                      | 42           | 2,43         |             |             |
|                          | Georges Mouttet          | RDRP                     | DVD                      | 23           | 1,33         |             |             |
|                          | Francis Thabault         | UED                      | DIV                      | 16           | 0,92         |             |             |
|                          |                          |                          |                          |              |              |             |             |
| Suffrages exprimés       | Suffrages exprimés       | Suffrages exprimés       | Suffrages exprimés       | 1 730        | 94,79        | 1 709       | 95,58       |
| Votes blancs et nuls     | Votes blancs et nuls     | Votes blancs et nuls     | Votes blancs et nuls     | 95           | 5,21         | 79          | 4,42        |
| Total                    | Total                    | Total                    | Total                    | 1 825        | 100          | 1 788       | 100         |
| Abstention               | Abstention               | Abstention               | Abstention               | 1 175        | 39,17        | 1 212       | 40,40       |
| Inscrits / participation | Inscrits / participation | Inscrits / participation | Inscrits / participation | 3 000        | 60,83        | 3 000       | 59,60       |

## Élections présidentielles

### 2022
| Candidat                 | Candidat                 | Parti                    | Premier tour | Premier tour | Second tour | Second tour |
| Candidat                 | Candidat                 | Parti                    | Voix         | %            | Voix        | %           |
| ------------------------ | ------------------------ | ------------------------ | ------------ | ------------ | ----------- | ----------- |
|                          | Jean-Luc Mélenchon       | LFI                      | 5 307        | 56,13        |             |             |
|                          | Emmanuel Macron          | LREM                     | 1 466        | 15,51        | 5 081       | 67,70       |
|                          | Marine Le Pen            | RN                       | 1 442        | 15,25        | 2 424       | 32,30       |
|                          | Éric Zemmour             | REC                      | 302          | 3,19         |             |             |
|                          | Valérie Pécresse         | LR                       | 174          | 1,84         |             |             |
|                          | Yannick Jadot            | EELV                     | 162          | 1,71         |             |             |
|                          | Fabien Roussel           | PCF                      | 141          | 1,49         |             |             |
|                          | Anne Hidalgo             | PS                       | 128          | 1,35         |             |             |
|                          | Nicolas Dupont-Aignan    | DLF                      | 102          | 1,08         |             |             |
|                          | Jean Lassalle            | RES                      | 93           | 0,98         |             |             |
|                          | Nathalie Arthaud         | LO                       | 82           | 0,87         |             |             |
|                          | Philippe Poutou          | NPA                      | 55           | 0,58         |             |             |
|                          |                          |                          |              |              |             |             |
| Suffrages exprimés       | Suffrages exprimés       | Suffrages exprimés       | 9 454        | 98,29        | 7 505       | 90,96       |
| Votes blancs             | Votes blancs             | Votes blancs             | 101          | 1,05         | 492         | 5,96        |
| Votes nuls               | Votes nuls               | Votes nuls               | 63           | 0,66         | 254         | 3,08        |
| Total                    | Total                    | Total                    | 9 618        | 100          | 8 251       | 100         |
| Abstention               | Abstention               | Abstention               | 4 846        | 33,50        | 6 218       | 42,97       |
| Inscrits / participation | Inscrits / participation | Inscrits / participation | 14 464       | 66,50        | 14 469      | 57,03       |

### 2017
| Candidat                 | Candidat                 | Parti                    | Premier tour | Premier tour | Second tour | Second tour |
| Candidat                 | Candidat                 | Parti                    | Voix         | %            | Voix        | %           |
| ------------------------ | ------------------------ | ------------------------ | ------------ | ------------ | ----------- | ----------- |
|                          | Jean-Luc Mélenchon       | LFI                      | 3 481        | 34,02        |             |             |
|                          | Emmanuel Macron          | EM                       | 2 121        | 20,73        | 6 617       | 71,74       |
|                          | Marine Le Pen            | FN                       | 2 008        | 19,62        | 2 607       | 28,26       |
|                          | Benoît Hamon             | PS                       | 971          | 9,49         |             |             |
|                          | François Fillon          | LR                       | 785          | 7,67         |             |             |
|                          | François Asselineau      | UPR                      | 346          | 3,38         |             |             |
|                          | Nicolas Dupont-Aignan    | DLF                      | 238          | 2,33         |             |             |
|                          | Philippe Poutou          | NPA                      | 117          | 1,14         |             |             |
|                          | Nathalie Arthaud         | LO                       | 97           | 0,95         |             |             |
|                          | Jean Lassalle            | RES                      | 52           | 0,51         |             |             |
|                          | Jacques Cheminade        | S&P                      | 17           | 0,17         |             |             |
|                          |                          |                          |              |              |             |             |
| Suffrages exprimés       | Suffrages exprimés       | Suffrages exprimés       | 10 233       | 97,34        | 9 224       | 91,49       |
| Votes blancs             | Votes blancs             | Votes blancs             | 165          | 1,57         | 651         | 6,46        |
| Votes nuls               | Votes nuls               | Votes nuls               | 115          | 1,09         | 207         | 2,05        |
| Total                    | Total                    | Total                    | 10 513       | 100          | 10 082      | 100         |
| Abstention               | Abstention               | Abstention               | 5 098        | 32,66        | 5 530       | 35,42       |
| Inscrits / participation | Inscrits / participation | Inscrits / participation | 15 611       | 67,34        | 15 612      | 64,58       |

### 2012
| Candidat                 | Candidat                 | Parti                    | Premier tour | Premier tour | Second tour | Second tour |
| Candidat                 | Candidat                 | Parti                    | Voix         | %            | Voix        | %           |
| ------------------------ | ------------------------ | ------------------------ | ------------ | ------------ | ----------- | ----------- |
|                          | François Hollande        | PS                       | 5 036        | 45,87        | 7 634       | 70,06       |
|                          | Marine Le Pen            | FN                       | 1 942        | 17,69        |             |             |
|                          | Nicolas Sarkozy          | UMP                      | 1 531        | 13,94        | 3 262       | 29,94       |
|                          | Jean-Luc Mélenchon       | PG                       | 1 450        | 13,21        |             |             |
|                          | François Bayrou          | MoDem                    | 503          | 4,58         |             |             |
|                          | Eva Joly                 | EELV                     | 186          | 1,69         |             |             |
|                          | Nicolas Dupont-Aignan    | DLR                      | 112          | 1,02         |             |             |
|                          | Philippe Poutou          | NPA                      | 101          | 0,92         |             |             |
|                          | Nathalie Arthaud         | LO                       | 95           | 0,87         |             |             |
|                          | Jacques Cheminade        | S&P                      | 23           | 0,21         |             |             |
|                          |                          |                          |              |              |             |             |
| Suffrages exprimés       | Suffrages exprimés       | Suffrages exprimés       | 10 979       | 98,33        | 10 896      | 95,66       |
| Votes blancs et nuls     | Votes blancs et nuls     | Votes blancs et nuls     | 186          | 1,67         | 494         | 4,34        |
| Total                    | Total                    | Total                    | 11 165       | 100          | 11 390      | 100         |
| Abstention               | Abstention               | Abstention               | 3 838        | 25,58        | 3 613       | 24,08       |
| Inscrits / participation | Inscrits / participation | Inscrits / participation | 15 003       | 74,42        | 15 003      | 75,92       |

### 2007
| Candidat                 | Candidat                 | Parti                    | Premier tour | Premier tour | Second tour | Second tour |
| Candidat                 | Candidat                 | Parti                    | Voix         | %            | Voix        | %           |
| ------------------------ | ------------------------ | ------------------------ | ------------ | ------------ | ----------- | ----------- |
|                          | Ségolène Royal           | PS                       | 4 513        | 38,20        | 7 155       | 60,50       |
|                          | Nicolas Sarkozy          | UMP                      | 2 623        | 22,20        | 4 671       | 39,50       |
|                          | François Bayrou          | UDF                      | 1 840        | 15,57        |             |             |
|                          | Jean-Marie Le Pen        | FN                       | 1 356        | 11,48        |             |             |
|                          | Olivier Besancenot       | LCR                      | 543          | 4,60         |             |             |
|                          | Marie-George Buffet      | PCF                      | 211          | 1,79         |             |             |
|                          | Arlette Laguiller        | LO                       | 182          | 1,54         |             |             |
|                          | Philippe de Villiers     | MPF                      | 181          | 1,53         |             |             |
|                          | José Bové                | SE                       | 151          | 1,28         |             |             |
|                          | Dominique Voynet         | LV                       | 146          | 1,24         |             |             |
|                          | Frédéric Nihous          | CPNT                     | 42           | 0,36         |             |             |
|                          | Gérard Schivardi         | PT                       | 27           | 0,23         |             |             |
|                          |                          |                          |              |              |             |             |
| Suffrages exprimés       | Suffrages exprimés       | Suffrages exprimés       | 11 815       | 98,89        | 11 826      | 97,32       |
| Votes blancs ou nuls     | Votes blancs ou nuls     | Votes blancs ou nuls     | 133          | 1,11         | 326         | 2,68        |
| Total                    | Total                    | Total                    | 11 948       | 100          | 12 152      | 100         |
| Abstention               | Abstention               | Abstention               | 3 160        | 20,92        | 2 956       | 19,57       |
| Inscrits / participation | Inscrits / participation | Inscrits / participation | 15 108       | 79,08        | 15 108      | 80,43       |

### 2002
| Candidat                 | Candidat                 | Parti                    | Premier tour | Premier tour | Second tour | Second tour |
| Candidat                 | Candidat                 | Parti                    | Voix         | %            | Voix        | %           |
| ------------------------ | ------------------------ | ------------------------ | ------------ | ------------ | ----------- | ----------- |
|                          | Jean-Marie Le Pen        | FN                       | 2 049        | 23,67        | 2 386       | 24,97       |
|                          | Lionel Jospin            | PS                       | 1 741        | 20,11        |             |             |
|                          | Jacques Chirac           | RPR                      | 1 265        | 14,61        | 7 169       | 75,03       |
|                          | Arlette Laguiller        | LO                       | 583          | 6,73         |             |             |
|                          | Jean-Pierre Chevènement  | MDC                      | 531          | 6,13         |             |             |
|                          | Noël Mamère              | LV                       | 497          | 5,74         |             |             |
|                          | François Bayrou          | UDF                      | 398          | 4,60         |             |             |
|                          | Olivier Besancenot       | LCR                      | 318          | 3,67         |             |             |
|                          | Robert Hue               | PCF                      | 284          | 3,28         |             |             |
|                          | Christiane Taubira       | PRG                      | 284          | 3,28         |             |             |
|                          | Bruno Mégret             | MNR                      | 264          | 3,05         |             |             |
|                          | Alain Madelin            | DL                       | 181          | 2,09         |             |             |
|                          | Jean Saint-Josse         | CPNT                     | 97           | 1,12         |             |             |
|                          | Corinne Lepage           | Cap21                    | 92           | 1,06         |             |             |
|                          | Daniel Gluckstein        | PT                       | 38           | 0,44         |             |             |
|                          | Christine Boutin         | FRS                      | 36           | 0,42         |             |             |
|                          |                          |                          |              |              |             |             |
| Suffrages exprimés       | Suffrages exprimés       | Suffrages exprimés       | 8 658        | 97,64        | 9 555       | 95,12       |
| Votes blancs ou nuls     | Votes blancs ou nuls     | Votes blancs ou nuls     | 209          | 2,36         | 490         | 4,88        |
| Total                    | Total                    | Total                    | 8 867        | 100          | 10 045      | 100         |
| Abstention               | Abstention               | Abstention               | 4 276        | 32,53        | 3 128       | 23,75       |
| Inscrits / participation | Inscrits / participation | Inscrits / participation | 13 143       | 67,47        | 13 173      | 76,25       |

### 1995
| Candidat                 | Candidat                 | Parti                    | Premier tour | Premier tour | Second tour | Second tour |
| Candidat                 | Candidat                 | Parti                    | Voix         | %            | Voix        | %           |
| ------------------------ | ------------------------ | ------------------------ | ------------ | ------------ | ----------- | ----------- |
|                          | Lionel Jospin            | PS                       | 3 075        | 26,70        | 5 894       | 54,46       |
|                          | Jean-Marie Le Pen        | FN                       | 2 979        | 25,86        |             |             |
|                          | Jacques Chirac           | RPR                      | 2 001        | 17,37        | 4 929       | 45,54       |
|                          | Édouard Balladur         | RPR                      | 1 213        | 10,53        |             |             |
|                          | Robert Hue               | PCF                      | 915          | 7,94         |             |             |
|                          | Arlette Laguiller        | LO                       | 686          | 5,96         |             |             |
|                          | Philippe de Villiers     | MPF                      | 328          | 2,85         |             |             |
|                          | Dominique Voynet         | LV                       | 295          | 2,56         |             |             |
|                          | Jacques Cheminade        | FNS                      | 27           | 0,23         |             |             |
|                          |                          |                          |              |              |             |             |
| Suffrages exprimés       | Suffrages exprimés       | Suffrages exprimés       | 11 519       | 98,02        | 10 823      | 92,81       |
| Votes blancs et nuls     | Votes blancs et nuls     | Votes blancs et nuls     | 233          | 1,98         | 839         | 7,19        |
| Total                    | Total                    | Total                    | 11 752       | 100          | 11 662      | 100         |
| Abstention               | Abstention               | Abstention               | 4 310        | 26,83        | 4 400       | 27,39       |
| Inscrits / participation | Inscrits / participation | Inscrits / participation | 16 062       | 73,17        | 16 062      | 72,61       |

### 1988
| Candidat                 | Candidat                 | Parti                    | Premier tour | Premier tour | Second tour | Second tour |
| Candidat                 | Candidat                 | Parti                    | Voix         | %            | Voix        | %           |
| ------------------------ | ------------------------ | ------------------------ | ------------ | ------------ | ----------- | ----------- |
|                          | François Mitterrand      | PS                       | 5 065        | 42,96        | 7 913       | 66,40       |
|                          | Jean-Marie Le Pen        | FN                       | 2 384        | 20,22        |             |             |
|                          | Jacques Chirac           | RPR                      | 1 390        | 11,79        | 4 005       | 33,60       |
|                          | Raymond Barre            | UDF                      | 1 196        | 10,14        |             |             |
|                          | André Lajoinie           | PCF                      | 872          | 7,40         |             |             |
|                          | Antoine Waechter         | LV                       | 333          | 2,82         |             |             |
|                          | Arlette Laguiller        | LO                       | 271          | 2,30         |             |             |
|                          | Pierre Juquin            | NGSEA                    | 232          | 1,97         |             |             |
|                          | Pierre Boussel           | MPPT                     | 48           | 0,41         |             |             |
|                          |                          |                          |              |              |             |             |
| Suffrages exprimés       | Suffrages exprimés       | Suffrages exprimés       | 11 791       | 98,16        | 11 918      | 96,14       |
| Votes blancs et nuls     | Votes blancs et nuls     | Votes blancs et nuls     | 221          | 1,84         | 478         | 3,86        |
| Total                    | Total                    | Total                    | 12 012       | 100          | 12 396      | 100         |
| Abstention               | Abstention               | Abstention               | 4 765        | 28,40        | 4 381       | 26,11       |
| Inscrits / participation | Inscrits / participation | Inscrits / participation | 16 777       | 71,60        | 16 777      | 73,89       |

## Élections européennes

### 2024
| | Manon Aubry                   | La France insoumise (POI - REV - Péyi-A - PLR - GES)                     | 2 491  | 47,70 |  |  |
| La France insoumise - Union populaire                                                                  |                               |                                                                          | 2 491  | 47,70 |  |  |
| | Jordan Bardella               | Rassemblement national (LAF)                                             | 1 061  | 20,32 |  |  |
| La France revient ! Avec Jordan Bardella et Marine le Pen                                              |                               |                                                                          | 1 061  | 20,32 |  |  |
| | Raphaël Glucksmann            | Union à gauche (PP - PS)                                                 | 395    | 7,56  |  |  |
| Réveiller l'Europe                                                                                     |                               |                                                                          | 395    | 7,56  |  |  |
| | Valérie Hayer                 | Ensemble (RE - MoDem - HOR - UDI - PR)                                   | 321    | 6,15  |  |  |
| Besoin d’Europe                                                                                        |                               |                                                                          | 321    | 6,15  |  |  |
| | Léon Deffontaines             | Parti communiste français (GRS - LRDG - LE - MRC)                        | 171    | 3,27  |  |  |
| Gauche unie pour le monde du travail soutenue par Fabien Roussel                                       |                               |                                                                          | 171    | 3,27  |  |  |
| | Marion Maréchal               | Reconquête (MC)                                                          | 144    | 2,76  |  |  |
| La France fière, menée par Marion Maréchal et soutenue par Éric Zemmour                                |                               |                                                                          | 144    | 2,76  |  |  |
| | Marie Toussaint               | Les Écologistes (AA)                                                     | 142    | 2,72  |  |  |
| Europe Écologie                                                                                        |                               |                                                                          | 142    | 2,72  |  |  |
| | François-Xavier Bellamy       | Les Républicains (LC)                                                    | 121    | 2,32  |  |  |
| La droite pour faire entendre la voix de la France en Europe                                           |                               |                                                                          | 121    | 2,32  |  |  |
| | Hélène Thouy                  | Divers (PA)                                                              | 81     | 1,55  |  |  |
| Parti animaliste - Les animaux comptent, votre voix aussi                                              |                               |                                                                          | 81     | 1,55  |  |  |
| | François Asselineau           | Divers (UPR)                                                             | 68     | 1,30  |  |  |
| Liste Asselineau-Frexit, pour le pouvoir d'achat et pour la paix                                       |                               |                                                                          | 68     | 1,30  |  |  |
| | Nathalie Arthaud              | Extrême gauche (LO - CO)                                                 | 50     | 0,96  |  |  |
| Lutte ouvrière, le camp des travailleurs                                                               |                               |                                                                          | 50     | 0,96  |  |  |
| | Florian Philippot             | Extrême droite (LP - Via - GF)                                           | 43     | 0,82  |  |  |
| L'Europe, ça suffit !                                                                                  |                               |                                                                          | 43     | 0,82  |  |  |
| | Jean-Marc Governatori         | Écologiste (EAC - EEE - LFA - JE - RUE - GA)                             | 34     | 0,65  |  |  |
| Écologie au centre                                                                                     |                               |                                                                          | 34     | 0,65  |  |  |
| | Jean Lassalle                 | Divers droite (RES)                                                      | 32     | 0,61  |  |  |
| Alliance rurale                                                                                        |                               |                                                                          | 32     | 0,61  |  |  |
| | Yann Wehrling                 | Écologiste (EP - Cap21 - FE - LU - LT - 100%C - PNB - FE - LMPLA - MHAN) | 23     | 0,44  |  |  |
| Écologie positive et territoires                                                                       |                               |                                                                          | 23     | 0,44  |  |  |
| | Selma Labib                   | Extrême gauche (NPA-R)                                                   | 20     | 0,38  |  |  |
| Pour un monde sans frontières ni patrons, urgence révolution !                                         |                               |                                                                          | 20     | 0,38  |  |  |
| | Guillaume Lacroix             | Divers gauche (PRG - RPS - Volt - MDP - MDC - CSDR - LNP)                | 9      | 0,17  |  |  |
| Europe, territoires, écologie                                                                          |                               |                                                                          | 9      | 0,17  |  |  |
| | Georges Kuzmanovic            | Divers (RS - AUP)                                                        | 6      | 0,11  |  |  |
| Nous le peuple                                                                                         |                               |                                                                          | 6      | 0,11  |  |  |
| | Marine Cholley                | Écologiste (Équinoxe)                                                    | 5      | 0,10  |  |  |
| Équinoxe : écologie pratique et renouveau démocratique                                                 |                               |                                                                          | 5      | 0,10  |  |  |
| | Caroline Zorn                 | Divers (PP)                                                              | 2      | 0,04  |  |  |
| Parti pirate                                                                                           |                               |                                                                          | 2      | 0,04  |  |  |
| | Laure Patas d'Illiers         | Divers (EDE)                                                             | 1      | 0,02  |  |  |
| Espéranto langue commune                                                                               |                               |                                                                          | 1      | 0,02  |  |  |
| | Audric Alexandre              | Divers (PACE - LFADE)                                                    | 1      | 0,02  |  |  |
| PACE - Parti des citoyens européens, pour l'armée européenne, pour l'Europe sociale, pour la planète ! |                               |                                                                          | 1      | 0,02  |  |  |
| | Pierre-Marie Bonneau          | Extrême droite (LN)                                                      | 1      | 0,02  |  |  |
| Forteresse Europe - Liste d'unité nationaliste                                                         |                               |                                                                          | 1      | 0,02  |  |  |
| | Nagib Azergui                 | Divers (UDMF)                                                            | 0      | 0,00  |  |  |
| Free Palestine                                                                                         |                               |                                                                          | 0      | 0,00  |  |  |
| | Pierre Larrouturou            | Divers gauche (ND - AE)                                                  | 0      | 0,00  |  |  |
| Changer l'Europe                                                                                       |                               |                                                                          | 0      | 0,00  |  |  |
| | Francis Lalanne               | Divers (FL - CA - AR - UR - MPAI7 - RIC13 - PV)                          | 0      | 0,00  |  |  |
| France libre                                                                                           |                               |                                                                          | 0      | 0,00  |  |  |
| | Gaël Coste-Meunier            | Divers                                                                   | 0      | 0,00  |  |  |
| Défendre les enfants                                                                                   |                               |                                                                          | 0      | 0,00  |  |  |
| | Camille Adoue                 | Extrême gauche (PT)                                                      | 0      | 0,00  |  |  |
| « Pour le pain, la paix, la liberté ! » présentée par le Parti des travailleurs                        |                               |                                                                          | 0      | 0,00  |  |  |
| | Lorys Elmayan                 | Divers (LRC - CE - EA - RL - LC - NOUS)                                  | 0      | 0,00  |  |  |
| La ruche citoyenne                                                                                     |                               |                                                                          | 0      | 0,00  |  |  |
| | Michel Simonin                | Extrême gauche (DE - EPPOC - Brouette)                                   | 0      | 0,00  |  |  |
| Paix et décroissance                                                                                   |                               |                                                                          | 0      | 0,00  |  |  |
| | Jean-Marc Fortané             | Divers (FC)                                                              | 0      | 0,00  |  |  |
| Pour une autre Europe                                                                                  |                               |                                                                          | 0      | 0,00  |  |  |
| | Charles Hoareau               | Extrême gauche (ANC)                                                     | 0      | 0,00  |  |  |
| Non à l'UE et à l'OTAN, communistes pour la paix et le progrès social                                  |                               |                                                                          | 0      | 0,00  |  |  |
| | Édouard Husson                | Divers (RL)                                                              | 0      | 0,00  |  |  |
| Non ! Prenons-nous en main !                                                                           |                               |                                                                          | 0      | 0,00  |  |  |
| | Olivier Terrien               | Extrême gauche (PRC)                                                     | 0      | 0,00  |  |  |
| Parti révolutionnaire Communistes                                                                      |                               |                                                                          | 0      | 0,00  |  |  |
| | Philippe Ponge                | Divers (DNM - DEC - TPLP - DR - OAR)                                     | 0      | 0,00  |  |  |
| Pour une démocratie réelle : décidons nous-mêmes !                                                     |                               |                                                                          | 0      | 0,00  |  |  |
| | Léopold-Édouard Deher-Lesaint | Divers (CC)                                                              | 0      | 0,00  |  |  |
| Pour une humanité souveraine                                                                           |                               |                                                                          | 0      | 0,00  |  |  |
| | Patrice Grudé                 | Divers (LDF - NEP)                                                       | 0      | 0,00  |  |  |
| Liberté démocratique française                                                                         |                               |                                                                          | 0      | 0,00  |  |  |
| | Hadama Traoré                 | Divers (DR)                                                              | 0      | 0,00  |  |  |
| Démocratie représentative                                                                              |                               |                                                                          | 0      | 0,00  |  |  |
| |                               |                                                                          |        |       |  |  |
| Suffrages exprimés                                                                                     | Suffrages exprimés            | Suffrages exprimés                                                       | 5 222  | 97,28 |  |  |
| Votes blancs                                                                                           | Votes blancs                  | Votes blancs                                                             | 68     | 1,27  |  |  |
| Votes nuls                                                                                             | Votes nuls                    | Votes nuls                                                               | 78     | 1,45  |  |  |
| Total                                                                                                  | Total                         | Total                                                                    | 5 368  | 100   |  |  |
| Abstention                                                                                             | Abstention                    | Abstention                                                               | 9 701  | 64,38 |  |  |
| Inscrits / participation                                                                               | Inscrits / participation      | Inscrits / participation                                                 | 15 069 | 35,62 |  |  |

### 2019
| Tête de liste                                                                                    | Tête de liste            | Liste                               | Voix   | %     |
| ------------------------------------------------------------------------------------------------ | ------------------------ | ----------------------------------- | ------ | ----- |
|                                                                                                  | Jordan Bardella          | RN                                  | 1 202  | 25,69 |
| Prenez le pouvoir, liste soutenue par Marine Le Pen                                              |                          |                                     | 1 202  | 25,69 |
|                                                                                                  | Nathalie Loiseau         | LREM - MoDem - Agir - MR - UDE - AC | 718    | 15,35 |
| Renaissance soutenue par La République en marche, le MoDem et ses partenaires                    |                          |                                     | 718    | 15,35 |
|                                                                                                  | Manon Aubry              | LFI - GRS - MRC - PG                | 553    | 11,82 |
| La France insoumise                                                                              |                          |                                     | 553    | 11,82 |
|                                                                                                  | Yannick Jadot            | EELV - AEI - RPS                    | 406    | 8,68  |
| Europe Écologie                                                                                  |                          |                                     | 406    | 8,68  |
|                                                                                                  | Raphaël Glucksmann       | PS - PP - ND - PRG                  | 403    | 8,61  |
| Envie d'Europe écologique et sociale                                                             |                          |                                     | 403    | 8,61  |
|                                                                                                  | Benoît Hamon             | G.s                                 | 237    | 5,07  |
| Liste citoyenne du Printemps européen avec Benoît Hamon soutenue par Génération.s et DéME-DiEM25 |                          |                                     | 237    | 5,07  |
|                                                                                                  | François-Xavier Bellamy  | LR - CPNT - LC                      | 192    | 4,10  |
| Union de la droite et du centre                                                                  |                          |                                     | 192    | 4,10  |
|                                                                                                  | Ian Brossat              | PCF                                 | 167    | 3,57  |
| Pour l'Europe des gens, contre l'Europe de l'argent                                              |                          |                                     | 167    | 3,57  |
|                                                                                                  | François Asselineau      | UPR                                 | 151    | 3,23  |
| Ensemble pour le Frexit                                                                          |                          |                                     | 151    | 3,23  |
|                                                                                                  | Nicolas Dupont-Aignan    | DLF - CNIP                          | 119    | 2,54  |
| Le courage de défendre les Français avec Nicolas Dupont-Aignan. Debout la France ! – CNIP        |                          |                                     | 119    | 2,54  |
|                                                                                                  | Hélène Thouy             | PA                                  | 111    | 2,37  |
| Parti animaliste                                                                                 |                          |                                     | 111    | 2,37  |
|                                                                                                  | Jean-Christophe Lagarde  | UDI - LGM - FED                     | 105    | 2,24  |
| Les Européens                                                                                    |                          |                                     | 105    | 2,24  |
|                                                                                                  | Nathalie Arthaud         | LO                                  | 75     | 1,60  |
| Lutte ouvrière – contre le grand capital, le camp des travailleurs                               |                          |                                     | 75     | 1,60  |
|                                                                                                  | Dominique Bourg          | GE - MEI - MDP - UDE                | 69     | 1,47  |
| Urgence écologie                                                                                 |                          |                                     | 69     | 1,47  |
|                                                                                                  | Nagib Azergui            | UDMF                                | 49     | 1,05  |
| Une Europe au service des peuples                                                                |                          |                                     | 49     | 1,05  |
|                                                                                                  | Florian Philippot        | LP                                  | 48     | 1,03  |
| Ensemble Patriotes et Gilets jaunes : pour la France, sortons de l'Union européenne !            |                          |                                     | 48     | 1,03  |
|                                                                                                  | Francis Lalanne          | AJ                                  | 29     | 0,62  |
| Alliance jaune, la révolte par le vote                                                           |                          |                                     | 29     | 0,62  |
|                                                                                                  | Florie Marie             | PP                                  | 18     | 0,38  |
| Parti pirate                                                                                     |                          |                                     | 18     | 0,38  |
|                                                                                                  | Olivier Bidou            | CNDI                                | 10     | 0,21  |
| Les oubliés de l'Europe – artisans, commerçants, professions libérales et indépendants – ACPLI   |                          |                                     | 10     | 0,21  |
|                                                                                                  | Gilles Helgen            | MIC                                 | 9      | 0,19  |
| Mouvement pour l'initiative citoyenne                                                            |                          |                                     | 9      | 0,19  |
|                                                                                                  | Audric Alexandre         | PACE                                | 4      | 0,09  |
| PACE – Parti des citoyens européens                                                              |                          |                                     | 4      | 0,09  |
|                                                                                                  | Thérèse Delfel           | PPLD                                | 2      | 0,04  |
| Décroissance 2019                                                                                |                          |                                     | 2      | 0,04  |
|                                                                                                  | Yves Gernigon            | PFE - PB                            | 1      | 0,02  |
| Parti fédéraliste européen – Pour une Europe qui protège ses citoyens                            |                          |                                     | 1      | 0,02  |
|                                                                                                  | Pierre Dieumegard        | EDE                                 | 1      | 0,02  |
| Espéranto – langue commune équitable pour l'Europe                                               |                          |                                     | 1      | 0,02  |
|                                                                                                  | Sophie Caillaud          | AE                                  | 0      | 0,00  |
| Allons enfants                                                                                   |                          |                                     | 0      | 0,00  |
|                                                                                                  | Nathalie Tomasini        | SE                                  | 0      | 0,00  |
| À voix égales                                                                                    |                          |                                     | 0      | 0,00  |
|                                                                                                  | Christian Person         | UDLEF                               | 0      | 0,00  |
| Union démocratique pour la liberté, égalité, fraternité (UDLEF)                                  |                          |                                     | 0      | 0,00  |
|                                                                                                  | Vincent Vauclin          | DF                                  | 0      | 0,00  |
| Liste de la reconquête                                                                           |                          |                                     | 0      | 0,00  |
|                                                                                                  | Robert de Prévoisin      | AR                                  | 0      | 0,00  |
| Une France royale au cœur de l'Europe                                                            |                          |                                     | 0      | 0,00  |
|                                                                                                  | Hadama Traoré            | SE                                  | 0      | 0,00  |
| Démocratie représentative                                                                        |                          |                                     | 0      | 0,00  |
|                                                                                                  | Christophe Chalençon     | SE                                  | 0      | 0,00  |
| Évolution citoyenne                                                                              |                          |                                     | 0      | 0,00  |
|                                                                                                  | Renaud Camus             | SIEL                                | 0      | 0,00  |
| La ligne claire                                                                                  |                          |                                     | 0      | 0,00  |
|                                                                                                  | Antonio Sanchez          | PRC                                 | 0      | 0,00  |
| Parti révolutionnaire Communistes                                                                |                          |                                     | 0      | 0,00  |
|                                                                                                  | Cathy Corbet             | SE                                  | 0      | 0,00  |
| Neutre et actif                                                                                  |                          |                                     | 0      | 0,00  |
|                                                                                                  |                          |                                     |        |       |
| Suffrages exprimés                                                                               | Suffrages exprimés       | Suffrages exprimés                  | 4 679  | 95,01 |
| Votes blancs                                                                                     | Votes blancs             | Votes blancs                        | 112    | 2,27  |
| Votes nuls                                                                                       | Votes nuls               | Votes nuls                          | 134    | 2,72  |
| Total                                                                                            | Total                    | Total                               | 4 925  | 100   |
| Abstention                                                                                       | Abstention               | Abstention                          | 10 803 | 68,69 |
| Inscrits / participation                                                                         | Inscrits / participation | Inscrits / participation            | 15 728 | 31,31 |

### 2014
| Tête de liste                                                                                     | Tête de liste            | Liste                             | Voix   | %     |
| ------------------------------------------------------------------------------------------------- | ------------------------ | --------------------------------- | ------ | ----- |
|                                                                                                   | Marine Le Pen            | Front national (RBM)              | 1 336  | 32,84 |
| Liste bleu marine. Oui à la France, non à Bruxelles                                               |                          |                                   | 1 336  | 32,84 |
|                                                                                                   | Gilles Pargneaux         | Union de la gauche (PS - PRG)     | 769    | 18,90 |
| Choisir notre Europe                                                                              |                          |                                   | 769    | 18,90 |
|                                                                                                   | Jérôme Lavrilleux        | Union pour un mouvement populaire | 516    | 12,68 |
| Pour la France, agir en Europe avec Jérôme Lavrilleux                                             |                          |                                   | 516    | 12,68 |
|                                                                                                   | Karima Delli             | Europe Écologie Les Verts         | 364    | 8,95  |
| Liste Europe Écologie                                                                             |                          |                                   | 364    | 8,95  |
|                                                                                                   | Jacky Hénin              | Front de gauche                   | 318    | 7,82  |
| Non à l'austérité. Pour l'Humain d'abord                                                          |                          |                                   | 318    | 7,82  |
|                                                                                                   | Dominique Riquet         | Union du centre (UDI - MoDem)     | 266    | 6,54  |
| UDI • MoDem • Les Européens • Liste soutenue par François Bayrou et Jean-Louis Borloo             |                          |                                   | 266    | 6,54  |
|                                                                                                   | Arthur Devriendt         | Divers gauche (ND)                | 139    | 3,42  |
| Nouvelle Donne                                                                                    |                          |                                   | 139    | 3,42  |
|                                                                                                   | Jean-Philippe Tanguy     | Divers droite (DLR)               | 129    | 3,17  |
| Debout la France ! Ni système, ni extrêmes avec Nicolas Dupont-Aignan                             |                          |                                   | 129    | 3,17  |
|                                                                                                   | Éric Pecqueur            | Extrême gauche (LO)               | 126    | 3,10  |
| Lutte ouvrière - Faire entendre le camp des travailleurs                                          |                          |                                   | 126    | 3,10  |
|                                                                                                   | André-Paul Leclercq      | Divers droite (NC)                | 25     | 0,61  |
| Nous Citoyens                                                                                     |                          |                                   | 25     | 0,61  |
|                                                                                                   | Chantal Sayaret          | Divers (Cap21)                    | 17     | 0,42  |
| Europe citoyenne                                                                                  |                          |                                   | 17     | 0,42  |
|                                                                                                   | Christine Poupin         | Extrême gauche (NPA)              | 16     | 0,39  |
| Pour une Europe des travailleurs et des peuples, envoyons valser l'austérité et le gouvernement ! |                          |                                   | 16     | 0,39  |
|                                                                                                   | François-Xavier Grison   | Divers (UPR)                      | 15     | 0,37  |
| UPR Nord-Ouest                                                                                    |                          |                                   | 15     | 0,37  |
|                                                                                                   | Cyril Brun               | Divers droite (PCD)               | 11     | 0,27  |
| Force Vie Nord-Ouest                                                                              |                          |                                   | 11     | 0,27  |
|                                                                                                   | Didier Urschitz          | Divers (PP)                       | 7      | 0,17  |
| Les Pirates pour une Europe des citoyens                                                          |                          |                                   | 7      | 0,17  |
|                                                                                                   | Christine Pieters        | Divers (EDE)                      | 6      | 0,15  |
| Espéranto langue commune équitable pour l'Europe                                                  |                          |                                   | 6      | 0,15  |
|                                                                                                   | Cédric Suzanne           | Divers (PFE)                      | 3      | 0,07  |
| Parti fédéraliste européen                                                                        |                          |                                   | 3      | 0,07  |
|                                                                                                   | Damien Courcoux          | Divers                            | 3      | 0,07  |
| Radicalement citoyen                                                                              |                          |                                   | 3      | 0,07  |
|                                                                                                   | Tristan Duval            | Divers (PPLD)                     | 2      | 0,05  |
| Europe Décroissance Nord-Ouest                                                                    |                          |                                   | 2      | 0,05  |
|                                                                                                   | Sophie Alligier          | Divers (PVB)                      | 0      | 0,00  |
| Citoyens du vote blanc                                                                            |                          |                                   | 0      | 0,00  |
|                                                                                                   | Lisa Pleintel            | Divers                            | 0      | 0,00  |
| Féministes pour une Europe solidaire                                                              |                          |                                   | 0      | 0,00  |
|                                                                                                   | Louis-Daniel Gourmelen   | Extrême gauche (COM)              | 0      | 0,00  |
| Communistes                                                                                       |                          |                                   | 0      | 0,00  |
|                                                                                                   |                          |                                   |        |       |
| Suffrages exprimés                                                                                | Suffrages exprimés       | Suffrages exprimés                | 4 068  | 96,26 |
| Votes blancs                                                                                      | Votes blancs             | Votes blancs                      | 102    | 2,41  |
| Votes nuls                                                                                        | Votes nuls               | Votes nuls                        | 56     | 1,33  |
| Total                                                                                             | Total                    | Total                             | 4 226  | 100   |
| Abstention                                                                                        | Abstention               | Abstention                        | 11 511 | 73,15 |
| Inscrits / participation                                                                          | Inscrits / participation | Inscrits / participation          | 15 737 | 26,85 |

### 2009
| Tête de liste                                                                                                | Tête de liste            | Liste                                                  | Voix   | %     |
| --- | ------------------------ | ------------------------------------------------------ | ------ | ----- |
| | Gilles Pargneaux         | Parti socialiste                                       | 890    | 22,70 |
| Changer l'Europe maintenant avec les socialistes                                                             |                          |                                                        | 890    | 22,70 |
| | Dominique Riquet         | Majorité présidentielle (UMP - NC - LGM)               | 660    | 16,83 |
| Quand l'Europe veut, l'Europe peut                                                                           |                          |                                                        | 660    | 16,83 |
| | Hélène Flautre           | Les Verts (EE)                                         | 578    | 14,74 |
| Europe Ecologie avec Daniel Cohn-Bendit, Eva Joly et José Bové                                               |                          |                                                        | 578    | 14,74 |
| | Marine Le Pen            | Front national                                         | 465    | 11,86 |
| Liste Front national                                                                                         |                          |                                                        | 465    | 11,86 |
| | Jacky Hénin              | Parti communiste français et Parti de gauche (FG - GU) | 318    | 8,11  |
| Front de gauche pour changer d'Europe                                                                        |                          |                                                        | 318    | 8,11  |
| | Corinne Lepage           | Centre - Mouvement démocrate                           | 296    | 7,55  |
| Démocrates pour l'Europe liste soutenue par François Bayrou                                                  |                          |                                                        | 296    | 7,55  |
| | Christine Poupin         | Extrême gauche (NPA)                                   | 242    | 6,17  |
| "Pas question de payer leur crise" liste présentée par le NPA et soutenue par Olivier Besancenot             |                          |                                                        | 242    | 6,17  |
| | Bernard Frau             | Autre (AEI)                                            | 146    | 3,72  |
| Alliance Écologiste Indépendante                                                                             |                          |                                                        | 146    | 3,72  |
| | Frédéric Nihous          | Divers droite (CPNT - MPF)                             | 100    | 2,55  |
| Protéger nos emplois, défendre nos valeurs avec la liste Nihous et de Villiers avec Libertas, CPNT et le MPF |                          |                                                        | 100    | 2,55  |
| | Éric Pecqueur            | Extrême gauche (LO)                                    | 97     | 2,47  |
| Liste Lutte Ouvrière soutenue par Arlette Laguiller                                                          |                          |                                                        | 97     | 2,47  |
| | Carl Lang                | Extrême droite (PDF - MNR - NDP)                       | 72     | 1,84  |
| Liste de Résistance Nationale                                                                                |                          |                                                        | 72     | 1,84  |
| | Thierry Grégoire         | Divers droite (DLR)                                    | 50     | 1,28  |
| Liste gaulliste Debout la République avec Nicolas Dupont-Aignan                                              |                          |                                                        | 50     | 1,28  |
| | Jacques Borie            | Autre (EDE)                                            | 6      | 0,15  |
| Europe Démocratie Espéranto                                                                                  |                          |                                                        | 6      | 0,15  |
| | Virginie Verhassel       | Divers gauche (PPLD)                                   | 1      | 0,03  |
| Europe Décroissance                                                                                          |                          |                                                        | 1      | 0,03  |
| | Louis-Daniel Gourmelen   | Extrême gauche (COM)                                   | 0      | 0,00  |
| Communistes                                                                                                  |                          |                                                        | 0      | 0,00  |
| | Dominique Fachon         | Divers droite (CNIP)                                   | 0      | 0,00  |
| Pour une Europe utile                                                                                        |                          |                                                        | 0      | 0,00  |
| | Martine Audo             | Autre (UDG)                                            | 0      | 0,00  |
| Union des gens - Circonscription Nord-Ouest                                                                  |                          |                                                        | 0      | 0,00  |
| | Jean-Michel Vernochet    | Autre (RIC)                                            | 0      | 0,00  |
| Europe et démocratie - Rassemblement pour l'initiative citoyenne (RIC)                                       |                          |                                                        | 0      | 0,00  |
| |                          |                                                        |        |       |
| Suffrages exprimés                                                                                           | Suffrages exprimés       | Suffrages exprimés                                     | 3 921  | 96,06 |
| Votes blancs et nuls                                                                                         | Votes blancs et nuls     | Votes blancs et nuls                                   | 161    | 3,94  |
| Total | Total                    | Total                                                  | 4 082  | 100   |
| Abstention                                                                                                   | Abstention               | Abstention                                             | 11 425 | 73,68 |
| Inscrits / participation                                                                                     | Inscrits / participation | Inscrits / participation                               | 15 507 | 26,32 |

### 2004
| Tête de liste                                                                     | Tête de liste            | Liste                               | Voix   | %     |
| --------------------------------------------------------------------------------- | ------------------------ | ----------------------------------- | ------ | ----- |
|                                                                                   | Henri Weber              | Parti socialiste                    | 1 729  | 38,77 |
| Et maintenant l'Europe sociale                                                    |                          |                                     | 1 729  | 38,77 |
|                                                                                   | Carl Lang                | Front national                      | 679    | 15,22 |
| Liste Front national soutenue par Jean-Marie Le Pen                               |                          |                                     | 679    | 15,22 |
|                                                                                   | Tokia Saïfi              | Union pour un mouvement populaire   | 382    | 8,57  |
| Avec l'Europe, voyons la France en grand !                                        |                          |                                     | 382    | 8,57  |
|                                                                                   | Hélène Flautre           | Les Verts                           | 344    | 7,71  |
| L'écologie, Les Verts - Parti Vert européen                                       |                          |                                     | 344    | 7,71  |
|                                                                                   | Jean-Louis Bourlanges    | Union pour la démocratie française  | 339    | 7,60  |
| UDF-Europe                                                                        |                          |                                     | 339    | 7,60  |
|                                                                                   | Jacky Hénin              | Parti communiste français           | 233    | 5,22  |
| Avec les communistes, une autre voie pour une autre Europe                        |                          |                                     | 233    | 5,22  |
|                                                                                   | Yves Butel               | Divers droite (MPF)                 | 203    | 4,55  |
| Philippe de Villiers                                                              |                          |                                     | 203    | 4,55  |
|                                                                                   | Nicole Baudrin           | Extrême gauche (LO - LCR)           | 171    | 3,83  |
| Liste LO-LCR, soutenur par Arlette Laguiller et Olivier Besancenot                |                          |                                     | 171    | 3,83  |
|                                                                                   | Jean-Paul Sueur          | Divers (LFDB)                       | 85     | 1,91  |
| La France d'en bas                                                                |                          |                                     | 85     | 1,91  |
|                                                                                   | Julien Duquenne          | Divers gauche (PRG)                 | 80     | 1,79  |
| Oui à l'Europe fraternelle                                                        |                          |                                     | 80     | 1,79  |
|                                                                                   | Patrice Hernu            | Divers droite (RPF)                 | 70     | 1,57  |
| Pasqua, la France en tête                                                         |                          |                                     | 70     | 1,57  |
|                                                                                   | Dominique Reitzman       | Extrême gauche (PT)                 | 44     | 0,99  |
| Parti des travailleurs                                                            |                          |                                     | 44     | 0,99  |
|                                                                                   | Isabelle Kurzyk          | Divers (RCF)                        | 44     | 0,99  |
| Moins d'impôts, gérer utilement, l'emploi pour tous M.I.G.U.E.T.                  |                          |                                     | 44     | 0,99  |
|                                                                                   | Didier Vergy             | Chasse, pêche, nature et traditions | 37     | 0,83  |
| CPNT pour la France qu'on aime, l'Europe des différences                          |                          |                                     | 37     | 0,83  |
|                                                                                   | Françoise Pacaud         | Divers                              | 20     | 0,45  |
| Vivre mieux avec l'Europe                                                         |                          |                                     | 20     | 0,45  |
|                                                                                   | Pierre Van Ommeslaeghe   | Divers (AR)                         | 0      | 0,00  |
| Alliance royale                                                                   |                          |                                     | 0      | 0,00  |
|                                                                                   | Bertrand Hugon           | Divers (EDE)                        | 0      | 0,00  |
| Europe Démocratie Espéranto                                                       |                          |                                     | 0      | 0,00  |
|                                                                                   | Yves Gernigon            | Divers (PF)                         | 0      | 0,00  |
| www.jevoteautrement.com                                                           |                          |                                     | 0      | 0,00  |
|                                                                                   | Gérald Auger             | Divers                              | 0      | 0,00  |
| Pour une France indépendante, écologique et solidaire dans une Europe des nations |                          |                                     | 0      | 0,00  |
|                                                                                   |                          |                                     |        |       |
| Suffrages exprimés                                                                | Suffrages exprimés       | Suffrages exprimés                  | 4 460  | 97,34 |
| Votes blancs ou nuls                                                              | Votes blancs ou nuls     | Votes blancs ou nuls                | 122    | 2,66  |
| Total                                                                             | Total                    | Total                               | 4 582  | 100   |
| Abstention                                                                        | Abstention               | Abstention                          | 8 891  | 65,99 |
| Inscrits / participation                                                          | Inscrits / participation | Inscrits / participation            | 13 473 | 34,01 |

### 1999
| Tête de liste | Tête de liste               | Liste                    | Voix   | %     |
| --- | --------------------------- | ------------------------ | ------ | ----- |
| | François Hollande           | PS - MDC - PRG           | 1 459  | 28,08 |
| Construisons notre Europe                                                                                          |                             |                          | 1 459  | 28,08 |
| | Jean-Marie Le Pen           | FN                       | 684    | 13,17 |
| Liste L.E.P.E.N - Front national avec Jean-Marie Le Pen pour une France libre changeons l'Europe                   |                             |                          | 684    | 13,17 |
| | Charles Pasqua              | RPF - MPF                | 516    | 9,93  |
| Rassemblement pour la France et l'indépendance de l'Europe                                                         |                             |                          | 516    | 9,93  |
| | Daniel Cohn-Bendit          | LV                       | 478    | 9,20  |
| L'écologie, Les Verts, Daniel Cohn-Bendit et Dominique Voynet                                                      |                             |                          | 478    | 9,20  |
| | Nicolas Sarkozy             | RPR - DL - GE            | 408    | 7,85  |
| L'union pour l'Europe, l'opposition unie avec le RPR et Démocratie Libérale                                        |                             |                          | 408    | 7,85  |
| | Arlette Laguiller           | LO - LCR                 | 386    | 7,43  |
| Liste présentée par Lutte ouvrière et la Ligue communiste révolutionnaire                                          |                             |                          | 386    | 7,43  |
| | Robert Hue                  | PCF                      | 352    | 6,78  |
| Bouge l'Europe ! La liste conduite par Robert Hue                                                                  |                             |                          | 352    | 6,78  |
| | Bruno Mégret                | MNR                      | 278    | 5,35  |
| Européens d'accord, Français d'abord, Mégret l'avenir                                                              |                             |                          | 278    | 5,35  |
| | François Bayrou             | UDF                      | 249    | 4,79  |
| Avec l'Europe, prenons une France d'avance                                                                         |                             |                          | 249    | 4,79  |
| | Jean Saint-Josse            | CPNT                     | 119    | 2,29  |
| C.P.N.T. - Chasse, pêche, nature et traditions                                                                     |                             |                          | 119    | 2,29  |
| | Antoine Waechter            | MEI                      | 88     | 1,69  |
| Écologie, le choix de la vie. Liste présentée par le Mouvement écologiste indépendant                              |                             |                          | 88     | 1,69  |
| | Nicolas Miguet              | RCF                      | 77     | 1,48  |
| Moins d'impôts maintenant ! Liste indépendante des partis soutenue par le Rassemblement des contribuables français |                             |                          | 77     | 1,48  |
| | Pierre Larrouturou          | USQJ                     | 65     | 1,25  |
| Combat pour l'emploi                                                                                               |                             |                          | 65     | 1,25  |
| | Gérard Maudrux              | VEF                      | 21     | 0,40  |
| Vivant Énergie France. Liste conduite par Gérard Maudrux                                                           |                             |                          | 21     | 0,40  |
| | Benoit Frappé               | PLN                      | 15     | 0,29  |
| Liste du Parti de la loi naturelle                                                                                 |                             |                          | 15     | 0,29  |
| | Marie-Laurence Chanut-Sapin | PH                       | 0      | 0,00  |
| Liste du Parti humaniste                                                                                           |                             |                          | 0      | 0,00  |
| | Joseph Jos                  | MLM                      | 0      | 0,00  |
| 97.2 : mi ou, mi mwen                                                                                              |                             |                          | 0      | 0,00  |
| | Guy Guerrin                 | LN                       | 0      | 0,00  |
| Liste de la Ligue nationaliste                                                                                     |                             |                          | 0      | 0,00  |
| | Christian Cotten            | SE                       | 0      | 0,00  |
| Politique de vie pour l'Europe. Collectif Associations Citoyennes                                                  |                             |                          | 0      | 0,00  |
| | Jean-Philippe Allenbach     | PF                       | 0      | 0,00  |
| Vive le fédéralisme !                                                                                              |                             |                          | 0      | 0,00  |
| |                             |                          |        |       |
| Suffrages exprimés                                                                                                 | Suffrages exprimés          | Suffrages exprimés       | 5 195  | 95,34 |
| Votes blancs ou nuls                                                                                               | Votes blancs ou nuls        | Votes blancs ou nuls     | 254    | 4,66  |
| Total | Total                       | Total                    | 5 449  | 100   |
| Abstention | Abstention                  | Abstention               | 9 326  | 63,12 |
| Inscrits / participation                                                                                           | Inscrits / participation    | Inscrits / participation | 14 775 | 36,88 |

### 1994
| Tête de liste                                                                                          | Tête de liste            | Liste                        | Voix   | %     |
| --- | ------------------------ | ---------------------------- | ------ | ----- |
| | Jean-Marie Le Pen        | FN                           | 1 439  | 21,31 |
| Contre l'Europe de Maastricht, allez la France ! Avec Jean-Marie Le Pen                                |                          |                              | 1 439  | 21,31 |
| | Michel Rocard            | PS                           | 1 170  | 17,33 |
| L'Europe solidaire                                                                                     |                          |                              | 1 170  | 17,33 |
| | Dominique Baudis         | UDF - RPR                    | 1 008  | 14,93 |
| L'union UDF - RPR                                                                                      |                          |                              | 1 008  | 14,93 |
| | Bernard Tapie            | MRG                          | 996    | 14,75 |
| Énergie radicale avec Bernard Tapie                                                                    |                          |                              | 996    | 14,75 |
| | Philippe de Villiers     | UDF diss.                    | 542    | 8,03  |
| Liste de la majorité pour l'autre Europe                                                               |                          |                              | 542    | 8,03  |
| | Francis Wurtz            | PCF                          | 430    | 6,37  |
| Liste présentée par le Parti communiste français                                                       |                          |                              | 430    | 6,37  |
| | Arlette Laguiller        | LO                           | 225    | 3,33  |
| Lutte ouvrière                                                                                         |                          |                              | 225    | 3,33  |
| | Marie-Anne Isler-Béguin  | LV - EA                      | 208    | 3,08  |
| Union des écologistes pour l'Europe présentée par les Verts, soutenue par la SPA et Écologie autrement |                          |                              | 208    | 3,08  |
| | Jean-Pierre Chevènement  | MDC                          | 205    | 3,04  |
| L'autre politique                                                                                      |                          |                              | 205    | 3,04  |
| | André Goustat            | CPNT                         | 100    | 1,48  |
| Chasse, pêche, nature et traditions                                                                    |                          |                              | 100    | 1,48  |
| | Brice Lalonde            | GE                           | 100    | 1,48  |
| Génération écologie pour l'Europe - Les vrais écologistes avec Brice Lalonde                           |                          |                              | 100    | 1,48  |
| | Léon Schwartzenberg      | SE                           | 81     | 1,20  |
| L'Europe commence à Sarajevo                                                                           |                          |                              | 81     | 1,20  |
| | Gérard Touati            | SE                           | 61     | 0,90  |
| L'Emploi d'abord ! avec Gérard Touati                                                                  |                          |                              | 61     | 0,90  |
| | Armand Touati            | SE                           | 39     | 0,58  |
| Démocrates pour les Etats-Unis d'Europe conduite par Armand Touati                                     |                          |                              | 39     | 0,58  |
| | Ernest Moutoussamy       | PPDG - PPM - PCR - PSG - PMS | 34     | 0,50  |
| Rassemblement de l'outre-mer et des minorités                                                          |                          |                              | 34     | 0,50  |
| | Daniel Gluckstein        | PT                           | 33     | 0,49  |
| Liste pour l'Europe des travailleurs et de la démocratie, soutenue par le Parti des travailleurs       |                          |                              | 33     | 0,49  |
| | Christian Cotten         | SE                           | 31     | 0,46  |
| Politique de vie pour l'Europe                                                                         |                          |                              | 31     | 0,46  |
| | Benoît Frappé            | PLN                          | 30     | 0,44  |
| Liste du Parti de la loi naturelle                                                                     |                          |                              | 30     | 0,44  |
| | Max Siméoni              | RPS                          | 20     | 0,30  |
| Liste régionaliste et fédéraliste - Régions et peuples solidaires                                      |                          |                              | 20     | 0,30  |
| | Jean Aillaud             | SE                           | 0      | 0,00  |
| Europe pour tous                                                                                       |                          |                              | 0      | 0,00  |
| |                          |                              |        |       |
| Suffrages exprimés                                                                                     | Suffrages exprimés       | Suffrages exprimés           | 6 752  | 95,66 |
| Votes blancs ou nuls                                                                                   | Votes blancs ou nuls     | Votes blancs ou nuls         | 306    | 4,34  |
| Total                                                                                                  | Total                    | Total                        | 7 058  | 100   |
| Abstention                                                                                             | Abstention               | Abstention                   | 8 945  | 55,90 |
| Inscrits / participation                                                                               | Inscrits / participation | Inscrits / participation     | 16 003 | 44,10 |

## Référendums

### Référendum sur le traité établissant une constitution pour l'Europe
Question posée : Approuvez-vous le projet de loi qui autorise la ratification du traité établissant une Constitution pour l'Europe ?
| Choix                    | Voix   | %     |
| ------------------------ | ------ | ----- |
| Non                      | 5 249  | 66,99 |
| Oui                      | 2 586  | 33,01 |
|                          |        |       |
| Suffrages exprimés       | 7 835  | 98,12 |
| Votes blancs ou nuls     | 150    | 1,88  |
| Total                    | 7 985  | 100   |
| Abstention               | 5 351  | 40,12 |
| Inscrits / participation | 13 336 | 59,88 |

### Référendum sur le quinquennat présidentiel
Question posée : Approuvez-vous le projet de loi constitutionnelle fixant la durée du mandat du président de la République à cinq ans ?
| Choix                    | Voix   | %     |
| ------------------------ | ------ | ----- |
| Oui                      | 2 132  | 72,84 |
| Non                      | 795    | 27,16 |
|                          |        |       |
| Suffrages exprimés       | 2 927  | 88,86 |
| Votes blancs ou nuls     | 367    | 11,14 |
| Total                    | 3 294  | 100   |
| Abstention               | 10 898 | 76,79 |
| Inscrits / participation | 14 192 | 23,21 |

### Référendum sur le traité de Maastricht
Question posée : Approuvez-vous le projet de loi soumis au peuple français par le Président de la République autorisant la ratification du traité sur l'Union Européenne ?
| Choix                    | Voix   | %     |
| ------------------------ | ------ | ----- |
| Non                      | 5 077  | 54,13 |
| Oui                      | 4 302  | 45,87 |
|                          |        |       |
| Suffrages exprimés       | 9 379  | 97,64 |
| Votes blancs ou nuls     | 227    | 2,36  |
| Total                    | 9 606  | 100   |
| Abstention               | 6 115  | 38,90 |
| Inscrits / participation | 15 721 | 61,10 |